# PlusLiga (2010/2011)
PlusLiga 2010/2011 – 11. sezon mistrzostw Polski organizowany przez Profesjonalną Ligę Piłki Siatkowej.

## System rozgrywek
W fazie zasadniczej 10 zespołów rozegrało mecze system każdy z każdym (mecz i rewanż). Następnie liga została podzielona na dwie grupy z zaliczeniem dotychczasowego dorobku punktowego.
Pierwszą grupę utworzyły drużyny z miejsc 1-6 i rywalizowały o mistrzostwo Polski. 6 zespołów rozegrało ponownie mecze systemem każdy z każdym (mecz i rewanż). Następnie drużyny z miejsc 1-4 przystąpiły do fazy play-off (półfinały, mecz o 3. miejsce i finał), natomiast drużyny z 5. i 6. miejsca zmierzyły się ze sobą o prawo gry w europejskich pucharach. Pojedynki toczyć się miały do trzech zwycięstw.
Równocześnie w drugiej grupie rywalizowały będą drużyny z miejsc 7-10 po fazie zasadniczej. Drużyny te również rozegrały ze sobą mecze systemem każdy z każdym (mecz i rewanż). Następnie rozegrana została faza play-off do dwóch zwycięstw. Drużyna z 7. miejsca zmierzła się z drużyną z 10. miejsca, a drużyna z 8. miejsca z drużyną z 9. miejsca. Zwycięzcy tych pojedynków gwarantowali sobie utrzymanie w PlusLidze na kolejny sezon. Przegrani natomiast walczyli dalej o 9. miejsce. Zwycięzca tego ostatniego pojedynku rozegrał baraż z drugim zespołem z I ligi o utrzymanie w PlusLidze, natomiast pokonany spadł bezpośrednio do niższej klasy rozgrywek.

## Drużyny uczestniczące
| | PlusLiga 2010/2011          |    |     |
| --- | --------------------------- | -- | --- |
| BEŁ | PGE Skra Bełchatów          | 1  | LM  |
| JAS | Jastrzębski Węgiel          | 2  | LM  |
| RZE | Asseco Resovia Rzeszów      | 3  | CEV |
| KED | ZAKSA Kędzierzyn-Koźle      | 4  | CEV |
| CZE | Tytan AZS Częstochowa       | 5  | Ch  |
| BYD | Delecta Bydgoszcz           | 6  |     |
| OLS | Indykpol AZS UWM Olsztyn    | 7  |     |
| WIE | Pamapol Wielton Wieluń      | 8  |     |
| WAR | AZS Politechnika Warszawska | 10 |     |
| | Awans z I ligi              |    |     |
| KIE | Fart Kielce                 | 1  |     |
| Oznaczenia: - kolumna pierwsza – skróty nazw drużyn wpisane na mapie (jeśli ta została zamieszczona), - kolumna trzecia – miejsce zajęte przez daną drużynę w poprzednim sezonie. |                             |    |     |

## Hale sportowe

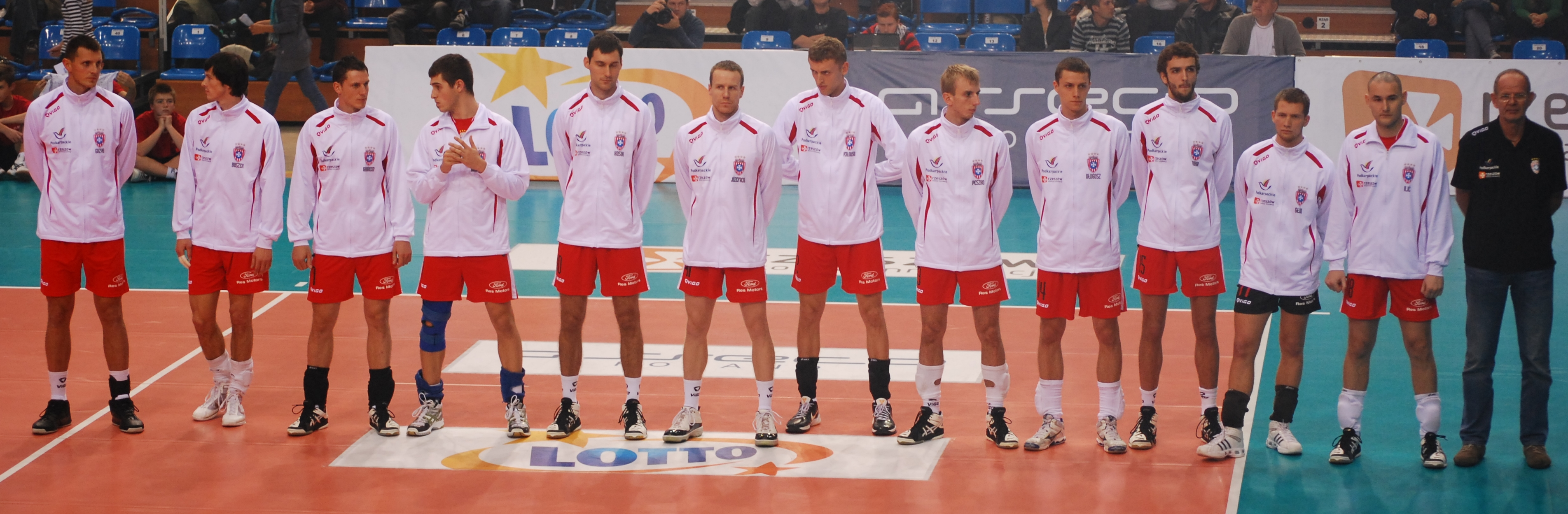
Zawodnicy Asseco Resovii Rzeszów w sezonie 2010/2011

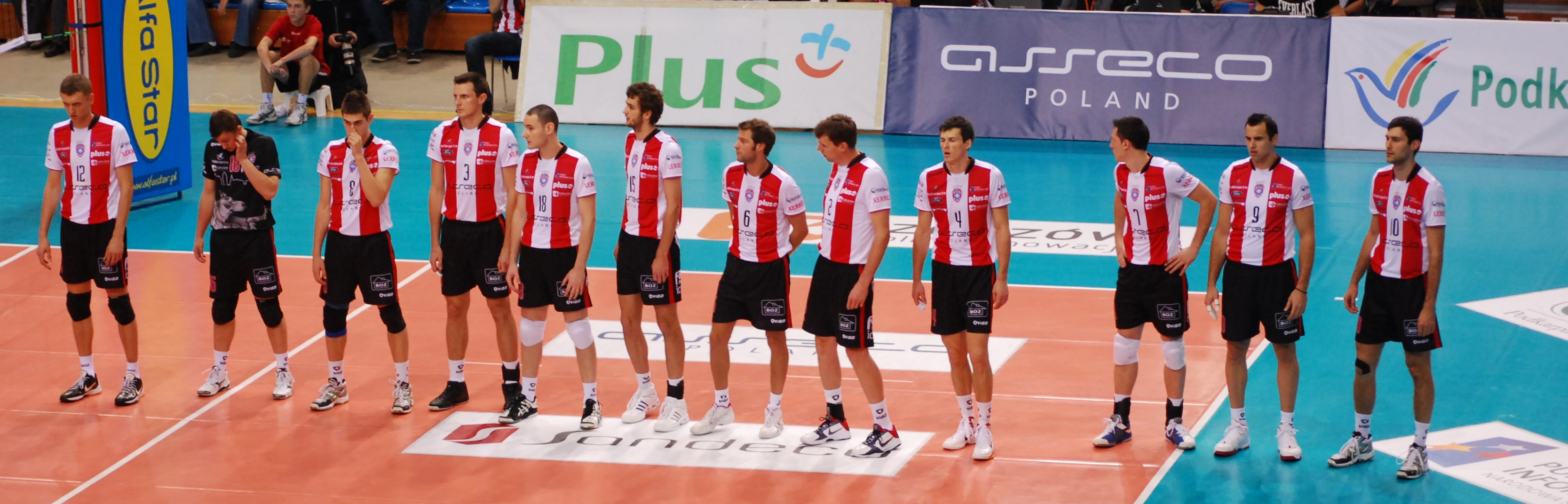
Zawodnicy Asseco Resovii Rzeszów w sezonie 2010/2011

| Klub                        | Hala sportowa             | Miasto           | Liczba miejsc |
| --------------------------- | ------------------------- | ---------------- | ------------- |
| Asseco Resovia Rzeszów      | Hala Podpromie            | Rzeszów          | 5000          |
| AZS Politechnika Warszawska | Arena Ursynów             | Warszawa         | 2200          |
| AZS Politechnika Warszawska | Hala Torwar               | Warszawa         | 5000          |
| Delecta Bydgoszcz           | Hala Łuczniczka           | Bydgoszcz        | 5430          |
| Fart Kielce                 | Hala Legionów             | Kielce           | 4000          |
| Indykpol AZS UWM Olsztyn    | Hala Urania               | Olsztyn          | 2000          |
| Jastrzębski Węgiel          | Hala Widowiskowo-Sportowa | Jastrzębie-Zdrój | 1000          |
| Pamapol Wielton Wieluń      | Hala WOSiR                | Wieluń           | 1300          |
| PGE Skra Bełchatów          | Hala Energia              | Bełchatów        | 2700          |
| Tytan AZS Częstochowa       | Hala Polonia              | Częstochowa      | 2800          |
| ZAKSA Kędzierzyn-Koźle      | Hala Azoty                | Kędzierzyn-Koźle | 3000          |

## Trenerzy
| Klub                        | Trener             | Narodowość |
| --------------------------- | ------------------ | ---------- |
| Asseco Resovia Rzeszów      | Ljubomir Travica   | Chorwacja  |
| AZS Politechnika Warszawska | Radosław Panas     | Polska     |
| Delecta Bydgoszcz           | Waldemar Wspaniały | Polska     |
| Fart Kielce                 | Grzegorz Wagner    | Polska     |
| Indykpol AZS UWM Olsztyn    | Gheorghe Crețu     | Rumunia    |
| Jastrzębski Węgiel          | Lorenzo Bernardi   | Włochy     |
| Pamapol Wielton Wieluń      | Shūichi Mizuno     | Japonia    |
| PGE Skra Bełchatów          | Jacek Nawrocki     | Polska     |
| Tytan AZS Częstochowa       | Marek Kardoš       | Słowacja   |
| ZAKSA Kędzierzyn-Koźle      | Krzysztof Stelmach | Polska     |

### Zmiany trenerów
| Klub                     | Były trener         | Data odejścia     | Powód odejścia                                | Nowy trener      |
| ------------------------ | ------------------- | ----------------- | --------------------------------------------- | ---------------- |
| Indykpol AZS UWM Olsztyn | Mariusz Sordyl      | 22 listopada 2010 | rozwiązanie kontraktu                         | Gheorghe Crețu   |
| Pamapol Wielton Wieluń   | Dariusz Marszałek   | 29 listopada 2010 | rezygnacja z przyczyn osobistych              | Shūichi Mizuno   |
| Jastrzębski Węgiel       | Igor Prieložný      | 2 grudnia 2010    | rezygnacja ze względu na słabe wyniki zespołu | Miroslav Palgut  |
| Jastrzębski Węgiel       | Miroslav Palgut     | 15 grudnia 2010   | zakończenie okresu przejściowego              | Lorenzo Bernardi |
| Fart Kielce              | Dariusz Daszkiewicz | 14 kwietnia 2011  | rozwiązanie kontraktu                         | Grzegorz Wagner  |

## Faza zasadnicza

### Tabela wyników
| Gospodarz \ Gość1           | BEŁ | JAS | RZE | KED | CZE | BYD | OLS | WIE | WAR | KIE |
| PGE Skra Bełchatów          |     | 3:2 | 3:1 | 3:2 | 3:1 | 3:0 | 3:0 | 3:0 | 3:1 | 3:0 |
| Jastrzębski Węgiel          | 1:3 |     | 2:3 | 0:3 | 1:3 | 1:3 | 3:1 | 1:3 | 0:3 | 3:0 |
| Asseco Resovia Rzeszów      | 3:1 | 3:0 |     | 3:2 | 3:0 | 1:3 | 3:0 | 3:0 | 3:1 | 3:1 |
| ZAKSA Kędzierzyn-Koźle      | 2:3 | 1:3 | 2:3 |     | 2:3 | 3:0 | 3:0 | 3:2 | 3:1 | 3:2 |
| Tytan AZS Częstochowa       | 0:3 | 2:3 | 3:1 | 0:3 |     | 2:3 | 3:0 | 3:0 | 3:1 | 3:0 |
| Delecta Bydgoszcz           | 1:3 | 3:1 | 1:3 | 2:3 | 0:3 |     | 3:0 | 3:1 | 1:3 | 3:0 |
| Indykpol AZS UWM Olsztyn    | 0:3 | 2:3 | 0:3 | 2:3 | 3:2 | 2:3 |     | 3:1 | 3:2 | 0:3 |
| Pamapol Wielton Wieluń      | 2:3 | 0:3 | 2:3 | 0:3 | 0:3 | 3:0 | 2:3 |     | 1:3 | 3:0 |
| AZS Politechnika Warszawska | 0:3 | 3:1 | 3:2 | 3:1 | 1:3 | 3:0 | 3:0 | 3:0 |     | 3:2 |
| Fart Kielce                 | 0:3 | 3:1 | 1:3 | 1:3 | 2:3 | 3:1 | 3:1 | 1:3 | 3:1 |     |

Źródło: 
1 Drużyna gospodarzy jest wymieniona po lewej stronie tabeli.
Kolory:
  zwycięstwo gospodarzy 3:0 lub 3:1
  zwycięstwo gospodarzy 3:2
  zwycięstwo gości 3:0 lub 3:1
  zwycięstwo gości 3:2

### Wyniki spotkań
|  |  | 1. KOLEJKA |  |
|  |  | ---------- |  |

| 22.10.2010 | Fart Kielce                 | 0:3 (20:25, 18:25, 16:25)               | PGE Skra Bełchatów          |
| 24.10.2010 | AZS Politechnika Warszawska | 3:1 (25:23, 19:25, 25:23, 25:22)        | Jastrzębski Węgiel          |
| 23.10.2010 | Pamapol Wielton Wieluń      | 2:3 (28:26, 23:25, 25:23, 21:25, 10:15) | Asseco Resovia Rzeszów      |
| 23.10.2010 | ZAKSA Kędzierzyn-Koźle      | 3:0 (25:14, 25:23, 25:17)               | Indykpol AZS UWM Olsztyn    |
| 22.10.2010 | Tytan AZS Częstochowa       | 2:3 (25:19, 23:25, 18:25, 25:19, 10:15) | Delecta Bydgoszcz           |
|            |                             | 2. KOLEJKA                              |                             |
| 27.10.2010 | Fart Kielce                 | 3:1 (25:21, 25:21, 23:25, 25:21)        | Delecta Bydgoszcz           |
| 27.10.2010 | Indykpol AZS UWM Olsztyn    | 3:2 (25:22, 23:25, 25:21, 19:25, 15:13) | Tytan AZS Częstochowa       |
| 27.10.2010 | Pamapol Wielton Wieluń      | 0:3 (14:25, 16:25, 17:25)               | ZAKSA Kędzierzyn-Koźle      |
| 27.10.2010 | AZS Politechnika Warszawska | 3:2 (17:25, 25:20, 22:25, 25:18, 15:12) | Asseco Resovia Rzeszów      |
| 27.10.2010 | PGE Skra Bełchatów          | 3:2 (25:18, 17:25, 25:15, 19:25, 15:13) | Jastrzębski Węgiel          |
|            |                             | 3. KOLEJKA                              |                             |
| 30.10.2010 | Jastrzębski Węgiel          | 3:0 (25:14, 25:20, 25:18)               | Fart Kielce                 |
| 30.10.2010 | Asseco Resovia Rzeszów      | 3:1 (25:21, 25:19, 17:25, 25:19)        | PGE Skra Bełchatów          |
| 30.10.2010 | ZAKSA Kędzierzyn-Koźle      | 3:1 (25:19, 25:19, 19:25, 25:17)        | AZS Politechnika Warszawska |
| 29.10.2010 | Tytan AZS Częstochowa       | 3:0 (25:18, 25:19, 25:16)               | Pamapol Wielton Wieluń      |
| 31.10.2010 | Delecta Bydgoszcz           | 3:0 (25:20, 31:29, 30:28)               | Indykpol AZS UWM Olsztyn    |
|            |                             | 4. KOLEJKA                              |                             |
| 03.11.2010 | Fart Kielce                 | 3:1 (20:25, 25:21, 25:23, 25:20)        | Indykpol AZS UWM Olsztyn    |
| 03.11.2010 | Pamapol Wielton Wieluń      | 3:0 (25:21, 25:16, 25:18)               | Delecta Bydgoszcz           |
| 03.11.2010 | AZS Politechnika Warszawska | 1:3 (22:25, 21:25, 25:22, 23:25)        | Tytan AZS Częstochowa       |
| 03.11.2010 | PGE Skra Bełchatów          | 3:2 (26:24, 17:25, 25:20, 19:25, 18:16) | ZAKSA Kędzierzyn-Koźle      |
| 03.11.2010 | Jastrzębski Węgiel          | 2:3 (25:16, 20:25, 25:17, 20:25, 12:15) | Asseco Resovia Rzeszów      |
|            |                             | 5. KOLEJKA                              |                             |
| 06.11.2010 | Asseco Resovia Rzeszów      | 3:1 (25:18, 17:25, 25:13, 25:22)        | Fart Kielce                 |
| 07.11.2010 | ZAKSA Kędzierzyn-Koźle      | 1:3 (26:28, 28:26, 22:25, 23:25)        | Jastrzębski Węgiel          |
| 06.11.2010 | Tytan AZS Częstochowa       | 0:3 (21:25, 21:25, 21:25)               | PGE Skra Bełchatów          |
| 06.11.2010 | Delecta Bydgoszcz           | 1:3 (24:26, 25:20, 19:25, 22:25)        | AZS Politechnika Warszawska |
| 06.11.2010 | Indykpol AZS UWM Olsztyn    | 3:1 (23:25, 25:14, 25:17, 25:21)        | Pamapol Wielton Wieluń      |
|            |                             | 6. KOLEJKA                              |                             |
| 10.11.2010 | Fart Kielce                 | 1:3 (17:25, 25:21, 27:29, 26:28)        | Pamapol Wielton Wieluń      |
| 10.11.2010 | AZS Politechnika Warszawska | 3:0 (26:24, 25:22, 25:22)               | Indykpol AZS UWM Olsztyn    |
| 10.11.2010 | PGE Skra Bełchatów          | 3:0 (25:16, 25:22, 25:18)               | Delecta Bydgoszcz           |
| 10.11.2010 | Jastrzębski Węgiel          | 1:3 (30:28, 21:25, 21:25, 23:25)        | Tytan AZS Częstochowa       |
| 10.11.2010 | Asseco Resovia Rzeszów      | 3:2 (26:24, 25:21, 12:25, 22:25, 15:13) | ZAKSA Kędzierzyn-Koźle      |
|            |                             | 7. KOLEJKA                              |                             |
| 13.11.2010 | ZAKSA Kędzierzyn-Koźle      | 3:2 (22:25, 25:19, 25:22, 20:25, 15:9)  | Fart Kielce                 |
| 14.11.2010 | Tytan AZS Częstochowa       | 3:1 (25:22, 25:16, 23:25, 25:23)        | Asseco Resovia Rzeszów      |
| 13.11.2010 | Delecta Bydgoszcz           | 3:1 (22:25, 25:23, 25:20, 30:28)        | Jastrzębski Węgiel          |
| 13.11.2010 | Indykpol AZS UWM Olsztyn    | 0:3 (13:25, 12:25, 23:25)               | PGE Skra Bełchatów          |
| 15.11.2010 | Pamapol Wielton Wieluń      | 1:3 (25:16, 19:25, 15:25, 23:25)        | AZS Politechnika Warszawska |
|            |                             | 8. KOLEJKA                              |                             |
| 18.11.2010 | Fart Kielce                 | 3:1 (21:25, 27:25, 27:25, 25:23)        | AZS Politechnika Warszawska |
| 20.11.2010 | PGE Skra Bełchatów          | 3:0 (25:22, 25:22, 25:14)               | Pamapol Wielton Wieluń      |
| 19.11.2010 | Jastrzębski Węgiel          | 3:1 (25:14, 22:25, 25:20, 25:17)        | Indykpol AZS UWM Olsztyn    |
| 21.11.2010 | Asseco Resovia Rzeszów      | 1:3 (25:23, 22:25, 17:25 ,14:25)        | Delecta Bydgoszcz           |
| 20.11.2010 | ZAKSA Kędzierzyn-Koźle      | 2:3 (25:16, 18:25, 25:22, 19:25, 11:15) | Tytan AZS Częstochowa       |
|            |                             | 9. KOLEJKA                              |                             |
| 27.11.2010 | Tytan AZS Częstochowa       | 3:0 (25:20, 25:15, 25:21)               | Fart Kielce                 |
| 28.11.2010 | Delecta Bydgoszcz           | 2:3 (17:25, 25:22, 25:22, 18:25, 10:15) | ZAKSA Kędzierzyn-Koźle      |
| 28.11.2010 | Indykpol AZS UWM Olsztyn    | 0:3 (23:25, 20:25, 22:25)               | Asseco Resovia Rzeszów      |
| 27.11.2010 | Pamapol Wielton Wieluń      | 0:3 (20:25, 22:25, 20:25)               | Jastrzębski Węgiel          |
| 27.11.2010 | AZS Politechnika Warszawska | 0:3 (22:25, 21:25, 16:25)               | PGE Skra Bełchatów          |

|  |  | 10. KOLEJKA |  |
|  |  | ----------- |  |

| 01.12.2010 | PGE Skra Bełchatów          | 3:0 (25:15, 25:19, 25:12)               | Fart Kielce                 |
| 01.12.2010 | Jastrzębski Węgiel          | 0:3 (22:25, 22:25, 14:25)               | AZS Politechnika Warszawska |
| 01.12.2010 | Asseco Resovia Rzeszów      | 3:0 (25:18, 25:20, 25:21)               | Pamapol Wielton Wieluń      |
| 01.12.2010 | Indykpol AZS UWM Olsztyn    | 2:3 (29:27, 21:25, 19:25, 25:15, 8:15)  | ZAKSA Kędzierzyn-Koźle      |
| 01.12.2010 | Delecta Bydgoszcz           | 0:3 (21:25, 25:27, 23:25)               | Tytan AZS Częstochowa       |
|            |                             | 11. KOLEJKA                             |                             |
| 04.12.2010 | Delecta Bydgoszcz           | 3:0 (25:19, 25:20, 25:21)               | Fart Kielce                 |
| 04.12.2010 | Tytan AZS Częstochowa       | 3:0 (28:26, 25:20, 25:17)               | Indykpol AZS UWM Olsztyn    |
| 04.12.2010 | ZAKSA Kędzierzyn-Koźle      | 3:2 (25:22, 19:25, 17:25, 25:22, 15:13) | Pamapol Wielton Wieluń      |
| 04.12.2010 | Asseco Resovia Rzeszów      | 3:1 (23:25, 29:27, 25:17, 25:23)        | AZS Politechnika Warszawska |
| 04.12.2010 | Jastrzębski Węgiel          | 1:3 (25:22, 22:25, 19:25, 19:25)        | PGE Skra Bełchatów          |
|            |                             | 12. KOLEJKA                             |                             |
| 11.12.2010 | Fart Kielce                 | 3:1 (25:21, 25:22, 23:25, 25:23)        | Jastrzębski Węgiel          |
| 30.12.2010 | PGE Skra Bełchatów          | 3:1 (25:20, 25:22, 16:25, 25:14)        | Asseco Resovia Rzeszów      |
| 11.12.2010 | AZS Politechnika Warszawska | 3:1 (25:18, 21:25, 25:23, 25:23)        | ZAKSA Kędzierzyn-Koźle      |
| 11.12.2010 | Pamapol Wielton Wieluń      | 0:3 (20:25, 19:25, 18:25)               | Tytan AZS Częstochowa       |
| 11.12.2010 | Indykpol AZS UWM Olsztyn    | 2:3 (25:16, 21:25, 23:25, 25:23, 18:20) | Delecta Bydgoszcz           |
|            |                             | 13. KOLEJKA                             |                             |
| 17.12.2010 | Indykpol AZS UWM Olsztyn    | 0:3 (21:25, 29:31, 25:27)               | Fart Kielce                 |
| 18.12.2010 | Delecta Bydgoszcz           | 3:1 (25:14, 15:25, 25:14, 25:20)        | Pamapol Wielton Wieluń      |
| 18.12.2010 | Tytan AZS Częstochowa       | 3:1 (25:23, 25:22, 26:28, 25:23)        | AZS Politechnika Warszawska |
| 02.01.2011 | ZAKSA Kędzierzyn-Koźle      | 2:3 (25:22, 25:19, 21:25, 14:25, 8:15)  | PGE Skra Bełchatów          |
| 18.12.2010 | Asseco Resovia Rzeszów      | 3:0 (25:22, 25:23, 25:21)               | Jastrzębski Węgiel          |
|            |                             | 14. KOLEJKA                             |                             |
| 29.12.2010 | Fart Kielce                 | 1:3 (16:25, 16:25, 30:28, 18:25)        | Asseco Resovia Rzeszów      |
| 29.12.2010 | Jastrzębski Węgiel          | 0:3 (21:25, 18:25, 28:30)               | ZAKSA Kędzierzyn-Koźle      |
| 29.12.2010 | PGE Skra Bełchatów          | 3:1 (19:25, 25:22, 25:14, 27:25)        | Tytan AZS Częstochowa       |
| 29.12.2010 | AZS Politechnika Warszawska | 3:0 (25:21, 25:22, 25:21)               | Delecta Bydgoszcz           |
| 29.12.2010 | Pamapol Wielton Wieluń      | 2:3 (25:20, 20:25, 25:20, 23:25, 13:15) | Indykpol AZS UWM Olsztyn    |
|            |                             | 15. KOLEJKA                             |                             |
| 10.01.2011 | Pamapol Wielton Wieluń      | 3:0 (25:23, 25:17, 25:17)               | Fart Kielce                 |
| 08.01.2011 | Indykpol AZS UWM Olsztyn    | 3:2 (17:25, 25:16, 30:28, 20:25, 15:12) | AZS Politechnika Warszawska |
| 08.01.2011 | Delecta Bydgoszcz           | 1:3 (35:33, 21:25, 17:25, 21:25)        | PGE Skra Bełchatów          |
| 08.01.2011 | Tytan AZS Częstochowa       | 2:3 (19:25, 25:23, 23:25, 25:19, 10:15) | Jastrzębski Węgiel          |
| 08.01.2011 | ZAKSA Kędzierzyn-Koźle      | 2:3 (26:24, 21:25, 25:27, 25:19, 9:15)  | Asseco Resovia Rzeszów      |
|            |                             | 16. KOLEJKA                             |                             |
| 15.01.2011 | Fart Kielce                 | 1:3 (27:29, 25:21, 21:25, 18:25)        | ZAKSA Kędzierzyn-Koźle      |
| 15.01.2011 | Asseco Resovia Rzeszów      | 3:0 (25:17, 25:9, 25:17)                | Tytan AZS Częstochowa       |
| 15.01.2011 | Jastrzębski Węgiel          | 1:3 (21:25, 17:25, 27:25, 22:25)        | Delecta Bydgoszcz           |
| 15.01.2011 | PGE Skra Bełchatów          | 3:0 (25:19, 25:19, 25:22)               | Indykpol AZS UWM Olsztyn    |
| 14.01.2011 | AZS Politechnika Warszawska | 3:0 (25:16, 25:19, 25:16)               | Pamapol Wielton Wieluń      |
|            |                             | 17. KOLEJKA                             |                             |
| 18.01.2011 | AZS Politechnika Warszawska | 3:2 (25:23, 15:25, 22:25, 25:22, 15:12) | Fart Kielce                 |
| 17.01.2011 | Pamapol Wielton Wieluń      | 2:3 (15:25, 25:22, 25:21, 19:25, 13:15) | PGE Skra Bełchatów          |
| 18.01.2011 | Indykpol AZS UWM Olsztyn    | 2:3 (25:22, 25:16, 25:27, 23:25, 14:16) | Jastrzębski Węgiel          |
| 18.01.2011 | Delecta Bydgoszcz           | 1:3 (25:22, 16:25, 23:25, 23:25)        | Asseco Resovia Rzeszów      |
| 18.01.2011 | Tytan AZS Częstochowa       | 0:3 (20:25, 18:25, 14:25)               | ZAKSA Kędzierzyn-Koźle      |
|            |                             | 18. KOLEJKA                             |                             |
| 26.01.2011 | Fart Kielce                 | 2:3 (25:14, 27:25, 20:25, 21:25, 13:15) | Tytan AZS Częstochowa       |
| 26.01.2011 | ZAKSA Kędzierzyn-Koźle      | 3:0 (25:18, 25:19, 25:19)               | Delecta Bydgoszcz           |
| 26.01.2011 | Asseco Resovia Rzeszów      | 3:0 (25:19, 27:25, 25:18)               | Indykpol AZS UWM Olsztyn    |
| 26.01.2011 | Jastrzębski Węgiel          | 1:3 (23:25, 25:20, 15:25, 23:25)        | Pamapol Wielton Wieluń      |
| 26.01.2011 | PGE Skra Bełchatów          | 3:1 (25:17, 22:25, 25:21, 25:12)        | AZS Politechnika Warszawska |

### Tabela
| Lp. | Drużyna                     | Pkt | Mecze | Mecze | Mecze | Rodzaj wyniku | Rodzaj wyniku | Rodzaj wyniku | Rodzaj wyniku | Rodzaj wyniku | Rodzaj wyniku | Sety | Sety | Sety  | Małe punkty | Małe punkty | Małe punkty |
| Lp. | Drużyna                     | Pkt | M     | W     | P     | 3:0           | 3:1           | 3:2           | 2:3           | 1:3           | 0:3           | wyg. | prz. | stos. | zdob.       | str.        | stos.       |
| --- | --------------------------- | --- | ----- | ----- | ----- | ------------- | ------------- | ------------- | ------------- | ------------- | ------------- | ---- | ---- | ----- | ----------- | ----------- | ----------- |
| 1   | PGE Skra Bełchatów          | 47  | 18    | 17    | 1     | 8             | 5             | 4             | 0             | 1             | 0             | 52   | 16   | 3.25  | 1593        | 1353        | 1.18        |
| 2   | Asseco Resovia Rzeszów      | 39  | 18    | 14    | 4     | 5             | 5             | 4             | 1             | 3             | 0             | 47   | 25   | 1.88  | 1630        | 1530        | 1.07        |
| 3   | ZAKSA Kędzierzyn-Koźle      | 34  | 18    | 11    | 7     | 5             | 2             | 4             | 5             | 2             | 0             | 45   | 31   | 1.45  | 1701        | 1575        | 1.08        |
| 4   | Tytan AZS Częstochowa       | 34  | 18    | 11    | 7     | 5             | 4             | 2             | 3             | 1             | 3             | 40   | 29   | 1.38  | 1539        | 1508        | 1.02        |
| 5   | AZS Politechnika Warszawska | 29  | 18    | 10    | 8     | 4             | 4             | 2             | 1             | 6             | 1             | 38   | 32   | 1.19  | 1581        | 1575        | 1           |
| 6   | Delecta Bydgoszcz           | 23  | 18    | 8     | 10    | 2             | 4             | 2             | 1             | 4             | 5             | 30   | 38   | 0.79  | 1517        | 1569        | 0.97        |
| 7   | Jastrzębski Węgiel          | 18  | 18    | 6     | 12    | 2             | 2             | 2             | 2             | 7             | 3             | 29   | 42   | 0.69  | 1586        | 1621        | 0.98        |
| 8   | Fart Kielce                 | 18  | 18    | 5     | 13    | 1             | 4             | 0             | 3             | 4             | 6             | 25   | 43   | 0.58  | 1456        | 1602        | 0.91        |
| 9   | Pamapol Wielton Wieluń      | 16  | 18    | 4     | 14    | 2             | 2             | 0             | 4             | 3             | 7             | 23   | 44   | 0.52  | 1384        | 1525        | 0.91        |
| 10  | Indykpol AZS UWM Olsztyn    | 12  | 18    | 4     | 14    | 0             | 1             | 3             | 3             | 2             | 9             | 20   | 49   | 0.41  | 1480        | 1609        | 0.92        |

Źródło: 
Punktacja: 3:0 i 3:1 – 3 pkt; 3:2 – 2 pkt; 2:3 – 1 pkt; 1:3 i 0:3 – 0 pkt
Zasady ustalania kolejności: 1. liczba punktów; 2. stosunek setów; 3. stosunek małych punktów; 4. bilans w bezpośrednich meczach
     Grupa 1-6
     Grupa 7-10

### Zmiany w tabeli rundy zasadniczej
| Klub                        | 1 | 2  | 3  | 4  | 5  | 6  | 7  | 8  | 9  | 10 | 11 | 12 | 13 | 14 | 15 | 16 | 17 | 18 |
| --------------------------- | - | -- | -- | -- | -- | -- | -- | -- | -- | -- | -- | -- | -- | -- | -- | -- | -- | -- |
| Asseco Resovia Rzeszów      | 4 | 4  | 2  | 3  | 1  | 2  | 5  | 5  | 4  | 3  | 3  | 3  | 3  | 3  | 3  | 2  | 2  | 2  |
| AZS Politechnika Warszawska | 3 | 3  | 6  | 7  | 5  | 4  | 2  | 3  | 6  | 5  | 5  | 5  | 5  | 5  | 5  | 5  | 5  | 5  |
| Delecta Bydgoszcz           | 5 | 6  | 4  | 8  | 8  | 9  | 7  | 7  | 7  | 7  | 6  | 6  | 6  | 6  | 6  | 6  | 6  | 6  |
| Fart Kielce                 | 9 | 5  | 8  | 5  | 7  | 8  | 9  | 8  | 8  | 8  | 8  | 8  | 7  | 7  | 8  | 8  | 8  | 8  |
| Indykpol AZS UWM Olsztyn    | 9 | 8  | 9  | 10 | 9  | 10 | 10 | 10 | 10 | 10 | 10 | 10 | 10 | 10 | 10 | 10 | 10 | 10 |
| Jastrzębski Węgiel          | 8 | 9  | 7  | 6  | 4  | 6  | 6  | 6  | 5  | 6  | 7  | 7  | 8  | 8  | 7  | 7  | 7  | 7  |
| Pamapol Wielton Wieluń      | 7 | 10 | 10 | 9  | 10 | 7  | 8  | 9  | 9  | 9  | 9  | 9  | 9  | 9  | 9  | 9  | 9  | 9  |
| PGE Skra Bełchatów          | 1 | 2  | 3  | 4  | 2  | 1  | 1  | 1  | 1  | 1  | 1  | 1  | 1  | 1  | 1  | 1  | 1  | 1  |
| Tytan AZS Częstochowa       | 6 | 7  | 5  | 2  | 6  | 5  | 3  | 2  | 2  | 2  | 2  | 2  | 2  | 2  | 2  | 3  | 3  | 4  |
| ZAKSA Kędzierzyn-Koźle      | 1 | 1  | 1  | 1  | 3  | 3  | 4  | 4  | 3  | 4  | 4  | 4  | 4  | 4  | 4  | 4  | 4  | 3  |

## Grupa 1-6

### Wyniki spotkań
|  |  | 1. KOLEJKA |  |
|  |  | ---------- |  |

| 29.01.2011 | PGE Skra Bełchatów          | 3:0 (25:20, 25:21, 25:20)               | Delecta Bydgoszcz           |
| 29.01.2011 | Asseco Resovia Rzeszów      | 3:1 (25:18, 26:28, 25:15, 25:22)        | AZS Politechnika Warszawska |
| 30.01.2011 | ZAKSA Kędzierzyn-Koźle      | 1:3 (25:20, 21:25, 22:25, 17:25)        | Tytan AZS Częstochowa       |
|            |                             | 2. KOLEJKA                              |                             |
| 04.02.2011 | Delecta Bydgoszcz           | 2:3 (22:25, 25:21, 25:22, 29:31, 14:16) | Tytan AZS Częstochowa       |
| 06.02.2011 | AZS Politechnika Warszawska | 2:3 (25:22, 22:25, 25:13, 23:25, 17:19) | ZAKSA Kędzierzyn-Koźle      |
| 05.02.2011 | PGE Skra Bełchatów          | 3:0 (25:20, 25:21, 25:21)               | Asseco Resovia Rzeszów      |
|            |                             | 3. KOLEJKA                              |                             |
| 12.02.2011 | Asseco Resovia Rzeszów      | 3:0 (25:22, 26:24, 25:19)               | Delecta Bydgoszcz           |
| 12.02.2011 | ZAKSA Kędzierzyn-Koźle      | 0:3 (26:28, 19:25, 14:25)               | PGE Skra Bełchatów          |
| 11.02.2011 | Tytan AZS Częstochowa       | 3:2 (14:25, 21:25, 25:17, 25:21, 15:10) | AZS Politechnika Warszawska |
|            |                             | 4. KOLEJKA                              |                             |
| 16.02.2011 | PGE Skra Bełchatów          | 3:1 (25:14, 25:22, 20:25, 25:20)        | Tytan AZS Częstochowa       |
| 16.02.2011 | Asseco Resovia Rzeszów      | 3:2 (22:25, 25:27, 25:22, 25:18, 17:15) | ZAKSA Kędzierzyn-Koźle      |
| 17.02.2011 | Delecta Bydgoszcz           | 0:3 (23:25, 24:26, 17:25)               | AZS Politechnika Warszawska |
|            |                             | 5. KOLEJKA                              |                             |
| 19.02.2011 | PGE Skra Bełchatów          | 3:0 (25:17, 25:23, 25:20)               | AZS Politechnika Warszawska |
| 19.02.2011 | ZAKSA Kędzierzyn-Koźle      | 3:0 (25:20, 25:16, 25:19)               | Delecta Bydgoszcz           |
| 19.02.2011 | Tytan AZS Częstochowa       | 1:3 (28:30, 26:24, 22:25, 24:26)        | Asseco Resovia Rzeszów      |
|            |                             | 6. KOLEJKA                              |                             |
| 16.03.2011 | Tytan AZS Częstochowa       | 1:3 (20:25, 20:25, 25:15, 22:25)        | ZAKSA Kędzierzyn-Koźle      |
| 15.03.2011 | AZS Politechnika Warszawska | 2:3 (25:22, 25:20, 17:25, 22:25, 10:15) | Asseco Resovia Rzeszów      |
| 26.02.2011 | Delecta Bydgoszcz           | 1:3 (25:23, 23:25, 19:25, 22:25)        | PGE Skra Bełchatów          |
|            |                             | 7. KOLEJKA                              |                             |
| 19.03.2011 | Asseco Resovia Rzeszów      | 2:3 (25:19, 25:27, 25:16, 16:25, 13:15) | PGE Skra Bełchatów          |
| 19.03.2011 | ZAKSA Kędzierzyn-Koźle      | 3:2 (20:25, 16:25, 25:21, 25:23, 15:11) | AZS Politechnika Warszawska |
| 19.03.2011 | Tytan AZS Częstochowa       | 3:0 (25:18, 29:27, 25:23)               | Delecta Bydgoszcz           |
|            |                             | 8. KOLEJKA                              |                             |
| 23.03.2011 | PGE Skra Bełchatów          | 3:2 (25:18, 23:25, 25:22, 19:25, 15:13) | ZAKSA Kędzierzyn-Koźle      |
| 05.03.2011 | AZS Politechnika Warszawska | 3:2 (22:25, 20:25, 25:22, 26:24, 15:9)  | Tytan AZS Częstochowa       |
| 23.03.2011 | Delecta Bydgoszcz           | 1:3 (15:25, 19:25, 25:23, 19:25)        | Asseco Resovia Rzeszów      |
|            |                             | 9. KOLEJKA                              |                             |
| 26.03.2011 | ZAKSA Kędzierzyn-Koźle      | 3:1 (25:22, 23:25, 25:19, 25:19)        | Asseco Resovia Rzeszów      |
| 26.03.2011 | Tytan AZS Częstochowa       | 0:3 (22:25, 17:25, 20:25)               | PGE Skra Bełchatów          |
| 26.03.2011 | AZS Politechnika Warszawska | 0:3 (30:32, 21:25, 23:25)               | Delecta Bydgoszcz           |
|            |                             | 10. KOLEJKA                             |                             |
| 30.03.2011 | Asseco Resovia Rzeszów      | 2:3 (22:25, 25:22, 25:18, 22:25, 10:15) | Tytan AZS Częstochowa       |
| 30.03.2011 | AZS Politechnika Warszawska | 3:2 (18:25, 26:24, 25:22, 20:25, 15:11) | PGE Skra Bełchatów          |
| 30.03.2011 | Delecta Bydgoszcz           | 1:3 (19:25, 25:22, 21:25, 21:25)        | ZAKSA Kędzierzyn-Koźle      |

### Tabela wyników
| Gospodarz \ Gość1           | BEŁ | RZE | KED | CZE | WAR | BYD |
| PGE Skra Bełchatów          |     | 3:0 | 3:2 | 3:1 | 3:0 | 3:0 |
| Asseco Resovia Rzeszów      | 2:3 |     | 3:2 | 2:3 | 3:1 | 3:0 |
| ZAKSA Kędzierzyn-Koźle      | 0:3 | 3:1 |     | 1:3 | 3:2 | 3:0 |
| Tytan AZS Częstochowa       | 0:3 | 1:3 | 1:3 |     | 3:2 | 3:0 |
| AZS Politechnika Warszawska | 3:2 | 2:3 | 2:3 | 3:2 |     | 0:3 |
| Delecta Bydgoszcz           | 1:3 | 1:3 | 1:3 | 2:3 | 0:3 |     |

Źródło: 
1 Drużyna gospodarzy jest wymieniona po lewej stronie tabeli.
Kolory:
  zwycięstwo gospodarzy 3:0 lub 3:1
  zwycięstwo gospodarzy 3:2
  zwycięstwo gości 3:0 lub 3:1
  zwycięstwo gości 3:2

### Tabela
| Lp. | Drużyna                     | Pkt | Mecze | Mecze | Mecze | Rodzaj wyniku | Rodzaj wyniku | Rodzaj wyniku | Rodzaj wyniku | Rodzaj wyniku | Rodzaj wyniku | Sety | Sety | Sety  | Małe punkty | Małe punkty | Małe punkty |
| Lp. | Drużyna                     | Pkt | M     | W     | P     | 3:0           | 3:1           | 3:2           | 2:3           | 1:3           | 0:3           | wyg. | prz. | stos. | zdob.       | str.        | stos.       |
| --- | --------------------------- | --- | ----- | ----- | ----- | ------------- | ------------- | ------------- | ------------- | ------------- | ------------- | ---- | ---- | ----- | ----------- | ----------- | ----------- |
| 1   | PGE Skra Bełchatów          | 73  | 28    | 26    | 2     | 13            | 7             | 6             | 1             | 1             | 0             | 81   | 25   | 3.24  | 2480        | 2135        | 1.16        |
| 2   | Asseco Resovia Rzeszów      | 57  | 28    | 20    | 8     | 6             | 8             | 6             | 3             | 4             | 1             | 70   | 44   | 1.59  | 2586        | 2442        | 1.06        |
| 3   | ZAKSA Kędzierzyn-Koźle      | 52  | 28    | 17    | 11    | 6             | 5             | 6             | 7             | 3             | 1             | 68   | 50   | 1.36  | 2620        | 2499        | 1.05        |
| 4   | Tytan AZS Częstochowa       | 47  | 28    | 16    | 12    | 6             | 5             | 5             | 4             | 4             | 4             | 60   | 51   | 1.18  | 2465        | 2451        | 1.01        |
| 5   | AZS Politechnika Warszawska | 40  | 28    | 13    | 15    | 5             | 4             | 4             | 5             | 7             | 3             | 56   | 57   | 0.98  | 2500        | 2521        | 0.99        |
| 6   | Delecta Bydgoszcz           | 27  | 28    | 9     | 19    | 3             | 4             | 2             | 2             | 7             | 10            | 38   | 65   | 0.58  | 2280        | 2432        | 0.94        |

Źródło: 
Punktacja: 3:0 i 3:1 – 3 pkt; 3:2 – 2 pkt; 2:3 – 1 pkt; 1:3 i 0:3 – 0 pkt
Zasady ustalania kolejności: 1. liczba punktów; 2. stosunek setów; 3. stosunek małych punktów; 4. bilans w bezpośrednich meczach
     półfinały
     mecze o 5. miejsce

## Grupa 7-10

### Wyniki spotkań
|  |  | 1. KOLEJKA |  |
|  |  | ---------- |  |

| 29.01.2011 | Jastrzębski Węgiel | 3:2 (25:22, 25:17, 23:25, 19:25, 15:8)  | Indykpol AZS UWM Olsztyn |
| 29.01.2011 | Fart Kielce        | 2:3 (25:22, 25:22, 21:25, 24:26, 10:15) | Pamapol Wielton Wieluń   |

|  |  | 2. KOLEJKA |  |
|  |  | ---------- |  |

| 07.02.2011 | Indykpol AZS UWM Olsztyn | 2:3 (25:21, 25:22, 29:31, 20:25, 10:15) | Pamapol Wielton Wieluń |
| 05.02.2011 | Jastrzębski Węgiel       | 0:3 (walkower)                          | Fart Kielce            |

|  |  | 3. KOLEJKA |  |
|  |  | ---------- |  |

| 12.02.2011 | Fart Kielce            | 0:3 (18:25, 19:25, 20:25)        | Indykpol AZS UWM Olsztyn |
| 12.02.2011 | Pamapol Wielton Wieluń | 1:3 (20:25, 17:25, 25:16, 16:25) | Jastrzębski Węgiel       |

|  |  | 4. KOLEJKA |  |
|  |  | ---------- |  |

| 19.02.2011 | Indykpol AZS UWM Olsztyn | 1:3 (17:25, 29:27, 21:25, 14:25) | Jastrzębski Węgiel |
| 19.02.2011 | Pamapol Wielton Wieluń   | 1:3 (18:25, 19:25, 25:20, 23:25) | Fart Kielce        |

|  |  | 5. KOLEJKA |  |
|  |  | ---------- |  |

| 26.02.2011 | Pamapol Wielton Wieluń | 3:2 (22:25, 25:22, 25:23, 19:25, 21:19) | Indykpol AZS UWM Olsztyn |
| 25.02.2011 | Fart Kielce            | 3:0 (26:24, 25:23, 25:22)               | Jastrzębski Węgiel       |

|  |  | 6. KOLEJKA |  |
|  |  | ---------- |  |

| 05.03.2011 | Indykpol AZS UWM Olsztyn | 1:3 (17:25, 25:23, 19:25, 25:27) | Fart Kielce            |
| 04.03.2011 | Jastrzębski Węgiel       | 3:0 (25:21, 26:24, 25:22)        | Pamapol Wielton Wieluń |

### Tabela wyników
| Gospodarz \ Gość1        | JAS | KIE | WIE | OLS |
| Jastrzębski Węgiel       |     | 0:3 | 3:0 | 3:2 |
| Fart Kielce              | 3:0 |     | 2:3 | 0:3 |
| Pamapol Wielton Wieluń   | 1:3 | 1:3 |     | 3:2 |
| Indykpol AZS UWM Olsztyn | 1:3 | 1:3 | 2:3 |     |

Źródło: 
1 Drużyna gospodarzy jest wymieniona po lewej stronie tabeli.
Kolory:
  zwycięstwo gospodarzy 3:0 lub 3:1
  zwycięstwo gospodarzy 3:2
  zwycięstwo gości 3:0 lub 3:1
  zwycięstwo gości 3:2

### Tabela
| Lp. | Drużyna                  | Pkt | Mecze | Mecze | Mecze | Rodzaj wyniku | Rodzaj wyniku | Rodzaj wyniku | Rodzaj wyniku | Rodzaj wyniku | Rodzaj wyniku | Sety | Sety | Sety  | Małe punkty | Małe punkty | Małe punkty |
| Lp. | Drużyna                  | Pkt | M     | W     | P     | 3:0           | 3:1           | 3:2           | 2:3           | 1:3           | 0:3           | wyg. | prz. | stos. | zdob.       | str.        | stos.       |
| --- | ------------------------ | --- | ----- | ----- | ----- | ------------- | ------------- | ------------- | ------------- | ------------- | ------------- | ---- | ---- | ----- | ----------- | ----------- | ----------- |
| 1   | Fart Kielce              | 31  | 24    | 9     | 15    | 3             | 6             | 0             | 4             | 4             | 7             | 39   | 51   | 0.76  | 1964        | 2027        | 0.97        |
| 2   | Jastrzębski Węgiel       | 29  | 24    | 10    | 14    | 3             | 4             | 3             | 2             | 7             | 5             | 41   | 52   | 0.79  | 2031        | 2095        | 0.97        |
| 3   | Pamapol Wielton Wieluń   | 22  | 24    | 7     | 17    | 2             | 2             | 3             | 4             | 5             | 8             | 34   | 59   | 0.58  | 1950        | 2115        | 0.92        |
| 4   | Indykpol AZS UWM Olsztyn | 18  | 24    | 5     | 19    | 1             | 1             | 3             | 6             | 4             | 9             | 31   | 64   | 0.48  | 2042        | 2201        | 0.93        |

Źródło: 
Punktacja: 3:0 i 3:1 – 3 pkt; 3:2 – 2 pkt; 2:3 – 1 pkt; 1:3 i 0:3 – 0 pkt
Zasady ustalania kolejności: 1. liczba punktów; 2. stosunek setów; 3. stosunek małych punktów; 4. bilans w bezpośrednich meczach

## Play-off

### Mecze o miejsca 1-4
Drabinka
|  |           |                        |           |                        |           |           |                    |   |                    |        |        |        |        |        |        |        |
|  | Półfinały | Półfinały              | Półfinały | Półfinały              | Półfinały | Półfinały | Półfinały          |   |                    | Finały | Finały | Finały | Finały | Finały | Finały | Finały |
|  | Półfinały | Półfinały              | Półfinały | Półfinały              | Półfinały | Półfinały | Półfinały          |   |                    | Finały | Finały | Finały | Finały | Finały | Finały | Finały |
|  |           |                        |           |                        |           |           |                    |   |                    |        |        |        |        |        |        |        |
|  |           |                        |           |                        |           |           |                    |   |                    |        |        |        |        |        |        |        |
|  | 1         | PGE Skra Bełchatów     | 3         | 3                      | 3         |           |                    |   |                    |        |        |        |        |        |        |        |
|  | 1         | PGE Skra Bełchatów     | 3         | 3                      | 3         |           |                    |   |                    |        |        |        |        |        |        |        |
|  | 4         | Tytan AZS Częstochowa  | 0         | 1                      | 1         |           |                    |   |                    |        |        |        |        |        |        |        |
|  | 4         | Tytan AZS Częstochowa  | 0         | 1                      | 1         |           |                    | 1 | PGE Skra Bełchatów | 2      | 3      | 3      | 3      |        |        |        |
|  |           |                        |           |                        |           |           |                    | 1 | PGE Skra Bełchatów | 2      | 3      | 3      | 3      |        |        |        |
|  |           |                        | 3         | ZAKSA Kędzierzyn-Koźle | 3         | 1         | 1                  | 0 |                    |        |        |        |        |        |        |        |
|  | 2         | Asseco Resovia Rzeszów | 3         | ZAKSA Kędzierzyn-Koźle | 3         | 1         | 1                  | 0 | 2                  | 3      | 0      | 1      |        |        |        |        |
|  | 2         | Asseco Resovia Rzeszów |           |                        |           |           |                    |   |                    |        |        | 1      |        |        |        |        |
|  | 3         | ZAKSA Kędzierzyn-Koźle | 3         | 0                      | 3         | 3         |                    |   |                    |        |        |        |        |        |        |        |
|  | 3         | ZAKSA Kędzierzyn-Koźle | 3         | 0                      | 3         | 3         | Mecze o 3. miejsce |   |                    |        |        |        |        |        |        |        |
|  |           |                        |           |                        |           |           |                    |   |                    |        |        |        |        |        |        |        |
|  |           |                        |           |                        |           |           |                    |   |                    |        |        |        |        |        |        |        |
|  |           |                        |           |                        |           |           |                    |   |                    |        |        |        |        |        |        |        |
|  | 4         | Tytan AZS Częstochowa  | 2         | 0                      | 2         |           |                    |   |                    |        |        |        |        |        |        |        |
|  | 4         | Tytan AZS Częstochowa  | 2         | 0                      | 2         |           |                    |   |                    |        |        |        |        |        |        |        |
|  | 2         | Asseco Resovia Rzeszów | 3         | 3                      | 3         |           |                    |   |                    |        |        |        |        |        |        |        |
|  | 2         | Asseco Resovia Rzeszów | 3         | 3                      | 3         |           |                    |   |                    |        |        |        |        |        |        |        |

Półfinały
(do trzech zwycięstw)
| 02.04.2011 | PGE Skra Bełchatów | 3:0 (25:20, 25:18, 25:19) | Tytan AZS Częstochowa |

| 03.04.2011 | PGE Skra Bełchatów | 3:1 (28:30, 25:23, 25:19, 25:22) | Tytan AZS Częstochowa |

| 06.04.2011 | Tytan AZS Częstochowa | 1:3 (25:21, 23:25, 18:25, 18:25) | PGE Skra Bełchatów |

| 02.04.2011 | Asseco Resovia Rzeszów | 2:3 (25:19, 18:25, 18:25, 25:17, 10:15) | ZAKSA Kędzierzyn-Koźle |

| 03.04.2011 | Asseco Resovia Rzeszów | 3:0 (25:21, 25:19, 25:23) | ZAKSA Kędzierzyn-Koźle |

| 08.04.2011 | ZAKSA Kędzierzyn-Koźle | 3:0 (25:21, 25:21, 25:22) | Asseco Resovia Rzeszów |

| 09.04.2011 | ZAKSA Kędzierzyn-Koźle | 3:1 (25:20, 20:25, 25:15, 25:23) | Asseco Resovia Rzeszów |

Mecz o 3. miejsce
(do trzech zwycięstw)
| 13.04.2011 | Asseco Resovia Rzeszów | 3:2 (16:25, 25:16, 15:25, 25:23, 15:11) | Tytan AZS Częstochowa |

| 14.04.2011 | Asseco Resovia Rzeszów | 3:0 (25:16, 25:22, 26:24) | Tytan AZS Częstochowa |

| 18.04.2011 | Tytan AZS Częstochowa | 2:3 (22:25, 25:20, 18:25, 25:21, 12:15) | Asseco Resovia Rzeszów |

Finał
(do trzech zwycięstw)
| 14.04.2011 | PGE Skra Bełchatów | 2:3 (25:23, 22:25, 25:21, 19:25, 12:15) | ZAKSA Kędzierzyn-Koźle |

| 15.04.2011 | PGE Skra Bełchatów | 3:1 (25:14, 25:17, 18:25, 29:27) | ZAKSA Kędzierzyn-Koźle |

| 20.04.2011 | ZAKSA Kędzierzyn-Koźle | 1:3 (22:25, 21:25, 25:21, 22:25) | PGE Skra Bełchatów |

| 21.04.2011 | ZAKSA Kędzierzyn-Koźle | 0:3 (21:25, 20:25, 20:25) | PGE Skra Bełchatów |

### Mecze o 5. miejsce
(do trzech zwycięstw)
| 02.04.2011 | AZS Politechnika Warszawska | 3:0 (25:17, 25:18, 25:16) | Delecta Bydgoszcz |

| 03.04.2011 | AZS Politechnika Warszawska | 3:1 (25:20, 25:21, 20:25, 25:16) | Delecta Bydgoszcz |

| 13.04.2011 | Delecta Bydgoszcz | 1:3 (20:25, 25:19, 22:25, 24:26) | AZS Politechnika Warszawska |

### Mecze o miejsca 7-10
Drabinka
|  |                |                          |                |                    |                |                    |                |  |    |                          |       |       |       |       |       |       |
|  | Półfinały 7-10 | Półfinały 7-10           | Półfinały 7-10 | Półfinały 7-10     | Półfinały 7-10 | Półfinały 7-10     | Półfinały 7-10 |  |    | Finał                    | Finał | Finał | Finał | Finał | Finał | Finał |
|  | Półfinały 7-10 | Półfinały 7-10           | Półfinały 7-10 | Półfinały 7-10     | Półfinały 7-10 | Półfinały 7-10     | Półfinały 7-10 |  |    | Finał                    | Finał | Finał | Finał | Finał | Finał | Finał |
|  |                |                          |                |                    |                |                    |                |  |    |                          |       |       |       |       |       |       |
|  |                |                          |                |                    |                |                    |                |  |    |                          |       |       |       |       |       |       |
|  | 7              | Fart Kielce              | 3              | 2                  | 1              | 2                  |                |  |    |                          |       |       |       |       |       |       |
|  | 7              | Fart Kielce              | 3              | 2                  | 1              | 2                  |                |  |    |                          |       |       |       |       |       |       |
|  | 10             | Indykpol AZS UWM Olsztyn | 2              | 3                  | 3              | 3                  |                |  |    |                          |       |       |       |       |       |       |
|  | 10             | Indykpol AZS UWM Olsztyn | 2              | 3                  | 3              | 3                  |                |  | 10 | Indykpol AZS UWM Olsztyn |       |       |       |       |       |       |
|  |                |                          |                |                    |                |                    |                |  | 10 | Indykpol AZS UWM Olsztyn |       |       |       |       |       |       |
|  |                |                          | 8              | Jastrzębski Węgiel |                |                    |                |  |    |                          |       |       |       |       |       |       |
|  | 8              | Jastrzębski Węgiel       | 8              | Jastrzębski Węgiel | 3              | 3                  | 3              |  |    |                          |       |       |       |       |       |       |
|  | 8              | Jastrzębski Węgiel       |                |                    | 3              | 3                  | 3              |  |    |                          |       |       |       |       |       |       |
|  | 9              | Pamapol Wielton Wieluń   | 0              | 2                  | 1              |                    |                |  |    |                          |       |       |       |       |       |       |
|  | 9              | Pamapol Wielton Wieluń   | 0              | 2                  | 1              | Mecze o 9. miejsce |                |  |    |                          |       |       |       |       |       |       |
|  |                |                          |                |                    |                |                    |                |  |    |                          |       |       |       |       |       |       |
|  |                |                          |                |                    |                |                    |                |  |    |                          |       |       |       |       |       |       |
|  |                |                          |                |                    |                |                    |                |  |    |                          |       |       |       |       |       |       |
|  | 7              | Fart Kielce              | 2              | 3                  | 3              | 1                  | 3              |  |    |                          |       |       |       |       |       |       |
|  | 7              | Fart Kielce              | 2              | 3                  | 3              | 1                  | 3              |  |    |                          |       |       |       |       |       |       |
|  | 9              | Pamapol Wielton Wieluń   | 3              | 0                  | 1              | 3                  | 0              |  |    |                          |       |       |       |       |       |       |
|  | 9              | Pamapol Wielton Wieluń   | 3              | 0                  | 1              | 3                  | 0              |  |    |                          |       |       |       |       |       |       |

Półfinały
(do trzech zwycięstw)
| 12.03.2011 | Fart Kielce | 3:2 (27:29, 25:22, 25:20, 20:25, 15:12) | Indykpol AZS UWM Olsztyn |

| 19.03.2011 | Indykpol AZS UWM Olsztyn | 3:2 (14:25, 25:21, 26:24, 22:25, 15:11) | Fart Kielce |

| 26.03.2011 | Fart Kielce | 1:3 (19:25, 25:21, 21:25, 32:34) | Indykpol AZS UWM Olsztyn |

| 04.04.2011 | Indykpol AZS UWM Olsztyn | 3:2 (20:25, 23:25, 25:19, 25:23, 15:11) | Fart Kielce |

| 13.03.2011 | Jastrzębski Węgiel | 3:0 (25:23, 25:17, 25:18) | Pamapol Wielton Wieluń |

| 19.03.2011 | Pamapol Wielton Wieluń | 2:3 (24:26, 20:25, 25:22, 26:24, 9:15) | Jastrzębski Węgiel |

| 02.04.2011 | Jastrzębski Węgiel | 3:1 (25:15, 25:21, 26:28, 25:19) | Pamapol Wielton Wieluń |

Mecze o 9. miejsce
(do czterech zwycięstw)
| 13.04.2011 | Fart Kielce | 2:3 (23:25, 16:25, 27:25, 25:12, 11:15) | Pamapol Wielton Wieluń |

| 16.04.2011 | Pamapol Wielton Wieluń | 0:3 (21:25, 20:25, 20:25) | Fart Kielce |

| 20.04.2011 | Fart Kielce | 3:1 (23:25, 26:24, 25:15, 25:15) | Pamapol Wielton Wieluń |

| 28.04.2011 | Pamapol Wielton Wieluń | 3:1 (25:20, 19:25, 25:15, 25:22) | Fart Kielce |

| 01.05.2011 | Fart Kielce | 3:0 (28:26, 25:19, 25:22) | Pamapol Wielton Wieluń |

| 04.05.2011 | Pamapol Wielton Wieluń | 2:3 (25:23, 21:25, 25:18, 22:25, 10:15) | Fart Kielce |

## Baraż z 2. zespołem I ligi
(do trzech zwycięstw)
| 07.05.2011 | Fart Kielce | 3:1 (25:15, 23:25, 25:14, 26:24) | Jadar Radom |

| 08.05.2011 | Fart Kielce | 3:0 (25:20, 25:19, 25:18) | Jadar Radom |

| 11.05.2011 | Jadar Radom | 3:0 (25:16, 25:21, 32:30) | Fart Kielce |

| 16.05.2011 | Jadar Radom | 1:3 (18:25, 25:21, 24:26, 18:25) | Fart Kielce |

## Klasyfikacja końcowa
| Lp. | Drużyna                     |
| --- | --------------------------- |
| 1   | PGE Skra Bełchatów          |
| 2   | ZAKSA Kędzierzyn-Koźle      |
| 3   | Asseco Resovia Rzeszów      |
| 4   | Tytan AZS Częstochowa       |
| 5   | AZS Politechnika Warszawska |
| 6   | Delecta Bydgoszcz           |
| 7   | Jastrzębski Węgiel          |
| 8   | Indykpol AZS UWM Olsztyn    |
| 9   | Fart Kielce                 |
| 10  | Pamapol Wielton Wieluń      |

| Mistrzostwo            |
| ---------------------- |
| PGE Skra Bełchatów     |
| Puchar                 |
| PGE Skra Bełchatów     |
| Spadek do I ligi       |
| Pamapol Wielton Wieluń |
| Awans z I ligi         |
| Lotos Trefl Gdańsk     |

## Statystyki

### Sety, małe punkty, frekwencja
| Kolejka Runda | Sety | Średnio na mecz | Małe punkty | Średnio na set | Frekwencja | Średnio na mecz |
| ------------- | ---- | --------------- | ----------- | -------------- | ---------- | --------------- |
| 1             | 20   | 4,00            | 870         | 43,50          | 11350      | 2270            |
| 2             | 22   | 4,40            | 922         | 41,91          | 12400      | 2480            |
| 3             | 17   | 3,40            | 768         | 45,18          | 11150      | 2230            |
| 4             | 21   | 4,20            | 917         | 43,67          | 8250       | 1650            |
| 5             | 19   | 3,80            | 872         | 45,89          | 12900      | 2580            |
| 6             | 19   | 3,80            | 879         | 46,26          | 12300      | 2460            |
| 7             | 20   | 4,00            | 885         | 44,25          | 11000      | 2200            |
| 8             | 20   | 4,00            | 881         | 44,05          | 13900      | 2780            |
| 9             | 17   | 3,40            | 746         | 43,88          | 13100      | 2620            |
| 10            | 17   | 3,40            | 743         | 43,71          | 7990       | 1598            |
| 11            | 19   | 3,80            | 860         | 45,26          | 8900       | 1780            |
| 12            | 20   | 4,00            | 899         | 44,95          | 12550      | 2510            |
| 13            | 19   | 3,80            | 858         | 45,16          | 13800      | 2760            |
| 14            | 19   | 3,80            | 862         | 45,37          | 10750      | 2150            |
| 15            | 22   | 4,40            | 972         | 44,18          | 12200      | 2440            |
| 16            | 17   | 3,40            | 757         | 44,53          | 14400      | 2880            |
| 17            | 22   | 4,40            | 943         | 42,86          | 9200       | 1840            |
| 18            | 19   | 3,80            | 833         | 43,84          | 12200      | 2440            |
| Razem         | 349  | 3,88            | 15467       | 44,31          | 208340     | 2315            |

| Kolejka Runda | Sety | Średnio na mecz | Małe punkty | Średnio na set | Frekwencja | Średnio na mecz |
| ------------- | ---- | --------------- | ----------- | -------------- | ---------- | --------------- |
| 1             | 11   | 3,67            | 500         | 45,45          | 7400       | 2467            |
| 2             | 13   | 4,33            | 583         | 44,85          | 5600       | 1867            |
| 3             | 11   | 3,67            | 476         | 43,27          | 9100       | 3033            |
| 4             | 12   | 4,00            | 537         | 44,75          | 6700       | 2233            |
| 5             | 10   | 3,33            | 470         | 47,00          | 5800       | 1933            |
| 6             | 13   | 4,33            | 570         | 43,85          | 8700       | 2900            |
| 7             | 13   | 4,33            | 559         | 43,00          | 8000       | 2667            |
| 8             | 14   | 4,67            | 599         | 42,79          | 5760       | 1920            |
| 9             | 10   | 3,33            | 473         | 47,30          | 5600       | 1867            |
| 10            | 14   | 4,67            | 603         | 43,07          | 8000       | 2667            |
| Razem         | 121  | 4,03            | 5370        | 44,38          | 70660      | 2355            |

| Kolejka Runda | Sety | Średnio na mecz | Małe punkty | Średnio na set | Frekwencja | Średnio na mecz |
| ------------- | ---- | --------------- | ----------- | -------------- | ---------- | --------------- |
| 1             | 10   | 5,00            | 419         | 41,90          | 1350       | 675             |
| 2             | 8    | 4,00            | 298         | 37,25          | 1750       | 875             |
| 3             | 7    | 3,50            | 301         | 43,00          | 3300       | 1650            |
| 4             | 8    | 4,00            | 363         | 45,38          | 3200       | 1600            |
| 5             | 8    | 4,00            | 371         | 46,38          | 3500       | 1750            |
| 6             | 7    | 3,50            | 329         | 47,00          | 1500       | 750             |
| Razem         | 48   | 4,00            | 2081        | 43,35          | 14600      | 1217            |

| Runda              | Mecze | Sety | Średnio na mecz | Małe punkty | Średnio na set | Frekwencja | Średnio na mecz |
| ------------------ | ----- | ---- | --------------- | ----------- | -------------- | ---------- | --------------- |
| Półfinały          | 7     | 26   | 3,71            | 1161        | 44,65          | 19300      | 2757            |
| Mecze o 3. miejsce | 3     | 13   | 4,33            | 542         | 41,69          | 11000      | 3667            |
| Finały             | 4     | 17   | 4,25            | 714         | 42,00          | 12800      | 3200            |
| Mecze o 5. miejsce | 3     | 11   | 3,67            | 489         | 44,45          | 2650       | 883             |
| Półfinały 7-10     | 7     | 31   | 4,43            | 1374        | 44,32          | 10800      | 1543            |
| Mecze o 9. miejsce | 6     | 24   | 4,00            | 1048        | 43,67          | 5900       | 983             |
| Razem              | 30    | 122  | 4,07            | 5328        | 43,67          | 62450      | 2082            |

### Liderzy
| Kolejka | Lider                  | Kolejka | Lider              |
| ------- | ---------------------- | ------- | ------------------ |
| 1       | PGE Skra Bełchatów     | 10      | PGE Skra Bełchatów |
| 1       | ZAKSA Kędzierzyn-Koźle | 10      | PGE Skra Bełchatów |
| 2       | ZAKSA Kędzierzyn-Koźle | 11      | PGE Skra Bełchatów |
| 3       | ZAKSA Kędzierzyn-Koźle | 12      | PGE Skra Bełchatów |
| 4       | ZAKSA Kędzierzyn-Koźle | 13      | PGE Skra Bełchatów |
| 5       | Asseco Resovia Rzeszów | 14      | PGE Skra Bełchatów |
| 6       | PGE Skra Bełchatów     | 15      | PGE Skra Bełchatów |
| 7       | PGE Skra Bełchatów     | 16      | PGE Skra Bełchatów |
| 8       | PGE Skra Bełchatów     | 17      | PGE Skra Bełchatów |
| 9       | PGE Skra Bełchatów     | 18      | PGE Skra Bełchatów |

| Kolejka | Lider              | Kolejka | Lider              |
| ------- | ------------------ | ------- | ------------------ |
| 1       | PGE Skra Bełchatów | 6       | PGE Skra Bełchatów |
| 2       | PGE Skra Bełchatów | 7       | PGE Skra Bełchatów |
| 3       | PGE Skra Bełchatów | 8       | PGE Skra Bełchatów |
| 4       | PGE Skra Bełchatów | 9       | PGE Skra Bełchatów |
| 5       | PGE Skra Bełchatów | 10      | PGE Skra Bełchatów |

| Kolejka | Lider              | Kolejka | Lider              |
| ------- | ------------------ | ------- | ------------------ |
| 1       | Jastrzębski Węgiel | 4       | Jastrzębski Węgiel |
| 2       | Fart Kielce        | 5       | Fart Kielce        |
| 3       | Jastrzębski Węgiel | 6       | Fart Kielce        |

### Szóstki kolejek
| Kolejka | Szóstka kolejki | Źródło |
| ------- | --- | ------ |
| 1       | Michal Masný – Dawid Konarski – Wojciech Jurkiewicz, Marcin Nowak – Michał Kubiak, Sebastian Świderski – Damian Wojtaszek               |        |
| 2       | Paweł Zagumny – Mariusz Wlazły – Patryk Czarnowski, Daniel Pliński – Michał Kubiak, Xavier Kapfer – Damian Wojtaszek                    |        |
| 3       | Michele Baranowicz – Georg Grozer – Piotr Nowakowski, Jurij Hładyr – Krzysztof Gierczyński, Sebastian Świderski – Krzysztof Ignaczak    |        |
| 4       | Fabian Drzyzga – Mariusz Wlazły – Robert Szczerbaniuk, Martín Blanco Costa – Sebastian Świderski, Olieg Achrem – Damian Wojtaszek       |        |
| 5       | Miguel Ángel Falasca – Mitja Gasparini – Marcin Nowak, Łukasz Perłowski – Lukáš Diviš, Michał Kubiak – Paweł Zatorski                   |        |
| 6       | Fabian Drzyzga – Bartosz Janeczek – Grzegorz Kosok, Ardo Kreek – Wojciech Gradowski, Serhiy Kapelus – Damian Wojtaszek                  |        |
| 7       | Michal Masný – Bartosz Janeczek – Ardo Kreek, Łukasz Wiśniewski – Michał Ruciak, Bartosz Kurek – Damian Wojtaszek                       |        |
| 8       | Michal Masný – Bartosz Janeczek – Piotr Nowakowski, Andrzej Wrona – Martin Sopko, Krzysztof Gierczyński – Paweł Rusek                   |        |
| 9       | Paweł Zagumny – Jakub Jarosz – Patryk Czarnowski, Piotr Nowakowski – Stéphane Antiga, Dawid Murek – Paweł Zatorski                      |        |
| 10      | Fabian Drzyzga – Jakub Jarosz – Ryan Millar, Piotr Nowakowski – Zbigniew Bartman, Bartosz Kurek – Michał Dębiec                         |        |
| 11      | Miguel Ángel Falasca – Georg Grozer – Jurij Hładyr, Daniel Pliński – Olieg Achrem, Krzysztof Gierczyński – Piotr Gacek                  |        |
| 12      | Miguel Ángel Falasca – Marcel Gromadowski – Miłosz Zniszczoł, Marcin Nowak – Michał Winiarski, Krzysztof Gierczyński – Damian Wojtaszek |        |
| 13      | Fabian Drzyzga – Mariusz Wlazły – Karol Kłos, Łukasz Wiśniewski – Dawid Murek, Xavier Kapfer – Krzysztof Ignaczak                       |        |
| 14      | Paweł Zagumny – Mariusz Wlazły – Jurij Hładyr, Patryk Czarnowski – Olieg Achrem, Zbigniew Bartman – Piotr Gacek                         |        |
| 15      | szóstka kolejki nie została wybrana |        |
| 16      | szóstka kolejki nie została wybrana |        |
| 17      | szóstka kolejki nie została wybrana |        |
| 18      | szóstka kolejki nie została wybrana |        |

### Najlepsi zawodnicy meczów
| Liczba MVP | Zawodnik              | Źródło |
| ---------- | --------------------- | ------ |
| 7          | Mariusz Wlazły        |        |
| 7          | Paweł Zagumny         |        |
| 6          | Olieg Achrem          |        |
| 6          | Georg Grozer          |        |
| 6          | Bartosz Kurek         |        |
| 5          | Zbigniew Bartman      |        |
| 5          | Xavier Kapfer         |        |
| 5          | Michał Winiarski      |        |
| 4          | Stéphane Antiga       |        |
| 4          | Maciej Dobrowolski    |        |
| 4          | Mitja Gasparini       |        |
| 4          | Michał Kubiak         |        |
| 3          | Michele Baranowicz    |        |
| 3          | Fabian Drzyzga        |        |
| 3          | Benjamin Hardy        |        |
| 3          | Bartosz Janeczek      |        |
| 3          | Serhiy Kapelus        |        |
| 3          | Grzegorz Łomacz       |        |
| 3          | Dawid Murek           |        |
| 3          | Piotr Nowakowski      |        |
| 3          | Michał Ruciak         |        |
| 3          | Sebastian Świderski   |        |
| 2          | Michał Bąkiewicz      |        |
| 2          | Matej Černič          |        |
| 2          | Krzysztof Gierczyński |        |
| 2          | Marcel Gromadowski    |        |
| 2          | Krzysztof Ignaczak    |        |
| 2          | Jakub Jarosz          |        |
| 2          | Tomasz Józefacki      |        |
| 2          | Sławomir Jungiewicz   |        |
| 2          | Dawid Konarski        |        |
| 2          | Jakub Novotný         |        |
| 2          | Daniel Pliński        |        |
| 2          | Antti Siltala         |        |
| 2          | Martin Sopko          |        |
| 2          | Ołeksandr Stacenko    |        |
| 2          | Kert Toobal           |        |
| 2          | Tine Urnaut           |        |
| 2          | Dominik Witczak       |        |

| Liczba MVP | Zawodnik                    | Źródło |
| ---------- | --------------------------- | ------ |
| 1          | Siarhiej Antanowicz         |        |
| 1          | Dmytro Babkow               |        |
| 1          | Michal Červeň               |        |
| 1          | Lukáš Diviš                 |        |
| 1          | Miguel Ángel Falasca        |        |
| 1          | Piotr Gacek                 |        |
| 1          | Bartosz Gawryszewski        |        |
| 1          | Wojciech Gradowski          |        |
| 1          | Piotr Hain                  |        |
| 1          | Jurij Hładyr                |        |
| 1          | Ivan Ilić                   |        |
| 1          | Axel Jacobsen               |        |
| 1          | Adam Kamiński               |        |
| 1          | Ardo Kreek                  |        |
| 1          | Jan Król                    |        |
| 1          | Idner Faustino Lima Martins |        |
| 1          | Piotr Lipiński              |        |
| 1          | Marcin Lubiejewski          |        |
| 1          | Michal Masný                |        |
| 1          | Bartłomiej Matejczyk        |        |
| 1          | Marcin Mierzejewski         |        |
| 1          | Mateusz Mika                |        |
| 1          | Robert Milczarek            |        |
| 1          | Ryan Millar                 |        |
| 1          | Grzegorz Pająk              |        |
| 1          | Robert Prygiel              |        |
| 1          | Radosław Rybak              |        |
| 1          | Maikel Moreno Salas         |        |
| 1          | Robert Szczerbaniuk         |        |
| 1          | Grzegorz Szymański          |        |
| 1          | Wojciech Winnik             |        |
| 1          | Paweł Woicki                |        |
| 1          | Damian Wojtaszek            |        |
| 1          | Paweł Zatorski              |        |
| 1          | Wojciech Żaliński           |        |

### Rankingi zawodników i drużynowe
po zakończeniu fazy zasadniczej
| Miejsce | Zawodnik                                      |     | Zespół                 |      |
| ------- | --------------------------------------------- | --- | ---------------------- | ---- |
| 1       | Georg Grozer (Asseco Resovia Rzeszów)         | 313 | ZAKSA Kędzierzyn-Koźle | 1191 |
| 2       | Marcel Gromadowski (Indykpol AZS UWM Olsztyn) | 301 | PGE Skra Bełchatów     | 1181 |
| 3       | Olieg Achrem (Asseco Resovia Rzeszów)         | 292 | Asseco Resovia Rzeszów | 1173 |

| Miejsce | Zawodnik                                      |      | Zespół                 |       |
| ------- | --------------------------------------------- | ---- | ---------------------- | ----- |
| 1       | Marcel Gromadowski (Indykpol AZS UWM Olsztyn) | 4,70 | PGE Skra Bełchatów     | 17,37 |
| 2       | Georg Grozer (Asseco Resovia Rzeszów)         | 4,67 | Asseco Resovia Rzeszów | 16,29 |
| 3       | Mitja Gasparini (Jastrzębski Węgiel)          | 4,58 | Jastrzębski Węgiel     | 16,20 |

| Miejsce | Zawodnik                                       |     | Zespół                 |     |
| ------- | ---------------------------------------------- | --- | ---------------------- | --- |
| 1       | Paweł Zatorski (PGE Skra Bełchatów)            | 177 | Asseco Resovia Rzeszów | 455 |
| 2       | Michał Dębiec (Tytan AZS Częstochowa)          | 174 | Tytan AZS Częstochowa  | 454 |
| 3       | Paweł Siezieniewski (Indykpol AZS UWM Olsztyn) | 171 | Delecta Bydgoszcz      | 440 |

| Miejsce | Zawodnik                              |      | Zespół                   |      |
| ------- | ------------------------------------- | ---- | ------------------------ | ---- |
| 1       | Adam Swaczyna (Fart Kielce)           | 2,66 | Tytan AZS Częstochowa    | 6,78 |
| 2       | Paweł Zatorski (PGE Skra Bełchatów)   | 2,60 | Delecta Bydgoszcz        | 6,47 |
| 3       | Michał Dębiec (Tytan AZS Częstochowa) | 2,56 | Indykpol AZS UWM Olsztyn | 6,38 |

| Miejsce | Zawodnik                                   |    | Zespół                 |     |
| ------- | ------------------------------------------ | -- | ---------------------- | --- |
| 1       | Piotr Nowakowski (AZS Częstochowa)         | 58 | PGE Skra Bełchatów     | 192 |
| 2       | Miłosz Zniszczoł (Fart Kielce)             | 52 | Tytan AZS Częstochowa  | 188 |
| 3       | Patryk Czarnowski (ZAKSA Kędzierzyn-Koźle) | 51 | Asseco Resovia Rzeszów | 188 |

| Miejsce | Zawodnik                                     |      | Zespół                |      |
| ------- | -------------------------------------------- | ---- | --------------------- | ---- |
| 1       | Dariusz Szulik (AZS Politechnika Warszawska) | 1,00 | PGE Skra Bełchatów    | 2,82 |
| 2       | Piotr Nowakowski (AZS Częstochowa)           | 0,87 | Tytan AZS Częstochowa | 2,81 |
| 3       | Miłosz Zniszczoł (Fart Kielce)               | 0,83 | Delecta Bydgoszcz     | 2,66 |

| Miejsce | Zawodnik                                    |    | Zespół                      |     |
| ------- | ------------------------------------------- | -- | --------------------------- | --- |
| 1       | Michał Kubiak (AZS Politechnika Warszawska) | 30 | PGE Skra Bełchatów          | 134 |
| 2       | Olieg Achrem (Asseco Resovia Rzeszów)       | 27 | AZS Politechnika Warszawska | 98  |
| 3       | Georg Grozer (Asseco Resovia Rzeszów)       | 25 | Asseco Resovia Rzeszów      | 95  |

| Miejsce | Zawodnik                                    |      | Zespół                      |      |
| ------- | ------------------------------------------- | ---- | --------------------------- | ---- |
| 1       | Michał Kubiak (AZS Politechnika Warszawska) | 0,48 | PGE Skra Bełchatów          | 1,97 |
| 2       | Jakub Novotný (PGE Skra Bełchatów)          | 0,42 | AZS Politechnika Warszawska | 1,40 |
| 3       | Mariusz Wlazły (PGE Skra Bełchatów)         | 0,40 | Asseco Resovia Rzeszów      | 1,32 |

| Miejsce | Zawodnik                                      |     | Zespół                 |     |
| ------- | --------------------------------------------- | --- | ---------------------- | --- |
| 1       | Georg Grozer (Asseco Resovia Rzeszów)         | 255 | ZAKSA Kędzierzyn-Koźle | 919 |
| 2       | Olieg Achrem (Asseco Resovia Rzeszów)         | 250 | Jastrzębski Węgiel     | 897 |
| 3       | Marcel Gromadowski (Indykpol AZS UWM Olsztyn) | 248 | Asseco Resovia Rzeszów | 892 |

| Miejsce | Zawodnik                                      |      | Zespół                 |       |
| ------- | --------------------------------------------- | ---- | ---------------------- | ----- |
| 1       | Marcel Gromadowski (Indykpol AZS UWM Olsztyn) | 3,87 | Jastrzębski Węgiel     | 12,63 |
| 2       | Mitja Gasparini (Jastrzębski Węgiel)          | 3,82 | PGE Skra Bełchatów     | 12,63 |
| 3       | Georg Grozer (Asseco Resovia Rzeszów)         | 3,81 | Asseco Resovia Rzeszów | 12,39 |

## Składy drużyn
| Nr | Imię i nazwisko    | Rok urodzenia | Wzrost (w cm) | Pozycja      |
| -- | ------------------ | ------------- | ------------- | ------------ |
| 1  | Tomasz Kowalski    | 1991          | 203           | rozgrywający |
| 2  | Ryan Millar        | 1978          | 204           | środkowy     |
| 3  | Wojciech Grzyb     | 1981          | 205           | środkowy     |
| 4  | Rafał Buszek       | 1987          | 195           | przyjmujący  |
| 5  | Mateusz Nożewski   | 1991          | 201           | środkowy     |
| 6  | Matej Černič       | 1978          | 194           | przyjmujący  |
| 7  | Aleh Achrem        | 1983          | 195           | przyjmujący  |
| 8  | Michele Baranowicz | 1989          | 196           | rozgrywający |
| 9  | Georg Grozer       | 1984          | 200           | atakujący    |
| 10 | Grzegorz Kosok     | 1986          | 206           | środkowy     |
| 11 | Tomasz Józefacki   | 1980          | 192           | atakujący    |
| 12 | Łukasz Perłowski   | 1984          | 203           | środkowy     |
| 13 | Jakub Peszko       | 1992          | 194           | przyjmujący  |
| 14 | Kamil Długosz      | 1992          | 200           | przyjmujący  |
| 15 | Mateusz Mika       | 1991          | 207           | przyjmujący  |
| 16 | Krzysztof Ignaczak | 1978          | 188           | libero       |
| 17 | Tomasz Głód        | 1992          | 183           | libero       |
| 18 | Ivan Ilić          | 1976          | 195           | rozgrywający |

| Nr | Imię i nazwisko          | Rok urodzenia | Wzrost (w cm) | Pozycja      |
| -- | ------------------------ | ------------- | ------------- | ------------ |
| 1  | Janusz Gałązka           | 1987          | 199           | środkowy     |
| 3  | Krzysztof Wierzbowski    | 1988          | 197           | przyjmujący  |
| 4  | Wojciech Żaliński        | 1988          | 195           | przyjmujący  |
| 5  | Marcin Nowak             | 1975          | 215           | środkowy     |
| 7  | Maikel Moreno Salas      | 1981          | 190           | rozgrywający |
| 8  | Ołeksandr Stacenko       | 1983          | 200           | atakujący    |
| 9  | Zbigniew Bartman         | 1987          | 198           | przyjmujący  |
| 10 | Robert Prygiel           | 1976          | 200           | atakujący    |
| 11 | Dariusz Szulik           | 1983          | 204           | środkowy     |
| 12 | Ardo Kreek               | 1986          | 203           | środkowy     |
| 13 | Michał Kubiak            | 1988          | 191           | przyjmujący  |
| 14 | Jan Król (do 31.12.2010) | 1989          | 198           | atakujący    |
| 15 | Bartłomiej Neroj         | 1984          | 200           | rozgrywający |
| 18 | Damian Wojtaszek         | 1988          | 180           | libero       |

| Nr | Imię i nazwisko        | Rok urodzenia | Wzrost (w cm) | Pozycja      |
| -- | ---------------------- | ------------- | ------------- | ------------ |
| 1  | Stanisław Pieczonka    | 1979          | 200           | przyjmujący  |
| 2  | Michal Masný           | 1979          | 182           | rozgrywający |
| 3  | Wojciech Serafin       | 1978          | 194           | przyjmujący  |
| 4  | Wojciech Jurkiewicz    | 1977          | 205           | środkowy     |
| 5  | Piotr Lipiński         | 1979          | 195           | rozgrywający |
| 6  | Dawid Konarski         | 1989          | 198           | przyjmujący  |
| 7  | Krzysztof Andrzejewski | 1983          | 180           | libero       |
| 8  | Michal Červeň          | 1977          | 205           | środkowy     |
| 9  | Wojciech Kozłowski     | 1989          | 195           | przyjmujący  |
| 10 | Grzegorz Szymański     | 1978          | 202           | atakujący    |
| 11 | Andrzej Wrona          | 1988          | 205           | środkowy     |
| 13 | Martin Sopko           | 1982          | 195           | przyjmujący  |
| 14 | Sebastian Tylicki      | 1989          | 180           | libero       |
| 15 | Antti Siltala          | 1984          | 192           | przyjmujący  |
| 16 | Łukasz Owczarz         | 1990          | 198           | atakujący    |
| 17 | Marcin Waliński        | 1990          | 196           | przyjmujący  |
| 18 | Tomasz Bonisławski     | 1991          | 188           | libero       |

| Nr | Imię i nazwisko                   | Rok urodzenia | Wzrost (w cm) | Pozycja      |
| -- | --------------------------------- | ------------- | ------------- | ------------ |
| 1  | Sławomir Jungiewicz               | 1989          | 195           | atakujący    |
| 2  | Miłosz Zniszczoł                  | 1986          | 199           | środkowy     |
| 3  | Krzysztof Makaryk                 | 1980          | 198           | środkowy     |
| 5  | Michał Żuk (do 22.12.2010)        | 1985          | 196           | przyjmujący  |
| 6  | Tomasz Drzyzga                    | 1985          | 188           | libero       |
| 7  | Xavier Kapfer                     | 1981          | 191           | przyjmujący  |
| 8  | Adrian Staszewski                 | 1990          | 197           | przyjmujący  |
| 9  | Jan Król (od 01.01.2011)          | 1989          | 198           | atakujący    |
| 10 | Adam Swaczyna                     | 1989          | 176           | libero       |
| 11 | Martin Sopko                      | 1987          | 198           | przyjmujący  |
| 12 | Mateusz Zarankiewicz              | 1989          | 197           | atakujący    |
| 13 | Piotr Łuka                        | 1980          | 191           | przyjmujący  |
| 14 | Adam Kamiński                     | 1984          | 204           | środkowy     |
| 15 | Ludovic Castard (od 26.11.2010)   | 1983          | 195           | atakujący    |
| 16 | Kacper Bielicki                   | 1985          | 200           | środkowy     |
| 17 | Maciej Dobrowolski                | 1977          | 190           | rozgrywający |
| 18 | Michał Kozłowski                  | 1985          | 191           | rozgrywający |
| 19 | Richard Lambourne (od 05.01.2011) | 1975          | 193           | libero       |

| Nr | Imię i nazwisko                | Rok urodzenia | Wzrost (w cm) | Pozycja      |
| -- | ------------------------------ | ------------- | ------------- | ------------ |
| 2  | Samuel Tuia                    | 1986          | 195           | przyjmujący  |
| 4  | Kert Toobal                    | 1979          | 189           | rozgrywający |
| 5  | Tomasz Tomczyk                 | 1986          | 203           | przyjmujący  |
| 6  | Wojciech Ferens                | 1991          | 194           | przyjmujący  |
| 8  | Axel Jacobsen (od 02.01.2011)  | 1984          | 195           | rozgrywający |
| 9  | Wojciech Włodarczyk            | 1990          | 200           | rozgrywający |
| 10 | Dawid Gunia                    | 1987          | 203           | środkowy     |
| 11 | Marcel Gromadowski             | 1985          | 202           | atakujący    |
| 12 | Vladimir Čedić (do 19.02.2011) | 1987          | 204           | środkowy     |
| 13 | Marcin Mierzejewski            | 1982          | 182           | libero       |
| 14 | Paweł Siezieniewski            | 1981          | 199           | przyjmujący  |
| 15 | Wojciech Winnik                | 1984          | 194           | atakujący    |
| 16 | Piotr Hain                     | 1991          | 207           | środkowy     |

| Nr | Imię i nazwisko      | Rok urodzenia | Wzrost (w cm) | Pozycja      |
| -- | -------------------- | ------------- | ------------- | ------------ |
| 1  | Adam Nowik           | 1975          | 206           | środkowy     |
| 2  | Lukáš Diviš          | 1986          | 202           | przyjmujący  |
| 3  | Grzegorz Łomacz      | 1987          | 187           | rozgrywający |
| 4  | Maciej Pawliński     | 1983          | 193           | przyjmujący  |
| 5  | Igor Yudin           | 1987          | 198           | atakujący    |
| 6  | Marcin Wika          | 1983          | 194           | przyjmujący  |
| 7  | Paweł Rusek          | 1983          | 183           | libero       |
| 8  | Łukasz Polański      | 1989          | 205           | środkowy     |
| 9  | Damian Dobosz        | 1992          | 196           | przyjmujący  |
| 10 | Bartosz Gawryszewski | 1985          | 202           | środkowy     |
| 11 | Mateusz Przybyła     | 1991          | 208           | środkowy     |
| 12 | Grzegorz Pająk       | 1987          | 196           | rozgrywający |
| 13 | Bartosz Sufa         | 1987          | 186           | libero       |
| 14 | Benjamin Hardy       | 1974          | 198           | przyjmujący  |
| 15 | Adrian Buchowski     | 1991          | 196           | przyjmujący  |
| 16 | Mitja Gasparini      | 1984          | 202           | atakujący    |

| Nr | Imię i nazwisko                    | Rok urodzenia | Wzrost (w cm) | Pozycja      |
| -- | ---------------------------------- | ------------- | ------------- | ------------ |
| 1  | Mikołaj Sarnecki                   | 1987          | 201           | atakujący    |
| 3  | Marcin Lubiejewski (do 23.11.2010) | 1981          | 207           | atakujący    |
| 4  | Siarhiej Antanowicz                | 1986          | 196           | przyjmujący  |
| 5  | Andrzej Stelmach                   | 1972          | 200           | rozgrywający |
| 6  | Bartłomiej Matejczyk               | 1984          | 185           | rozgrywający |
| 7  | Martín Esteban Blanco Costa        | 1985          | 203           | środkowy     |
| 9  | Serhij Kapełuś                     | 1982          | 191           | przyjmujący  |
| 10 | Maciej Zajder                      | 1988          | 202           | środkowy     |
| 11 | Dmytro Babkow                      | 1985          | 202           | przyjmujący  |
| 12 | Igor Marszałek                     | 1988          | 190           | libero       |
| 13 | Bartosz Buniak                     | 1985          | 205           | środkowy     |
| 14 | Radosław Rybak (od 27.11.2010)     | 1973          | 195           | atakujący    |
| 16 | Michał Błoński                     | 1987          | 187           | przyjmujący  |
| 18 | Robert Milczarek                   | 1983          | 188           | libero       |

| Nr | Imię i nazwisko      | Rok urodzenia | Wzrost (w cm) | Pozycja      |
| -- | -------------------- | ------------- | ------------- | ------------ |
| 1  | Grzegorz Bociek      | 1991          | 206           | atakujący    |
| 2  | Mariusz Wlazły       | 1983          | 194           | atakujący    |
| 3  | Bartosz Cedzyński    | 1990          | 211           | środkowy     |
| 4  | Daniel Pliński       | 1978          | 204           | środkowy     |
| 5  | Jakub Novotný        | 1979          | 196           | atakujący    |
| 6  | Karol Kłos           | 1989          | 201           | środkowy     |
| 7  | Bartosz Kurek        | 1988          | 205           | przyjmujący  |
| 8  | Maciej Krzywiecki    | 1989          | 190           | przyjmujący  |
| 9  | Michał Mysera        | 1988          | 205           | środkowy     |
| 10 | Miguel Ángel Falasca | 1973          | 194           | rozgrywający |
| 11 | Stéphane Antiga      | 1976          | 200           | przyjmujący  |
| 12 | Paweł Woicki         | 1983          | 183           | rozgrywający |
| 13 | Michał Winiarski     | 1983          | 200           | przyjmujący  |
| 14 | Radosław Wnuk        | 1978          | 207           | środkowy     |
| 15 | Łukasz Szablewski    | 1988          | 204           | rozgrywający |
| 16 | Paweł Zatorski       | 1990          | 184           | libero       |
| 17 | Marcin Możdżonek     | 1985          | 211           | środkowy     |
| 18 | Michał Bąkiewicz     | 1981          | 197           | przyjmujący  |

| Nr | Imię i nazwisko                 | Rok urodzenia | Wzrost (w cm) | Pozycja      |
| -- | ------------------------------- | ------------- | ------------- | ------------ |
| 1  | Michal Hrazdíra (do 03.12.2010) | 1985          | 195           | przyjmujący  |
| 2  | Krzysztof Gierczyński           | 1976          | 193           | przyjmujący  |
| 4  | Piotr Nowakowski                | 1987          | 205           | środkowy     |
| 5  | Michał Żuk (od 23.12.2010)      | 1985          | 196           | przyjmujący  |
| 6  | Dawid Murek                     | 1977          | 196           | przyjmujący  |
| 7  | Fabian Drzyzga                  | 1990          | 196           | rozgrywający |
| 8  | Bartosz Janeczek                | 1987          | 198           | atakujący    |
| 9  | Łukasz Wiśniewski               | 1989          | 199           | środkowy     |
| 10 | Wojciech Gradowski              | 1980          | 191           | przyjmujący  |
| 11 | Wojciech Sobala                 | 1988          | 206           | środkowy     |
| 12 | Radosław Kolanek                | 1986          | 204           | środkowy     |
| 13 | Miłosz Hebda                    | 1991          | 208           | atakujący    |
| 14 | Jakub Oczko                     | 1981          | 193           | rozgrywający |
| 17 | Michał Dębiec                   | 1984          | 183           | libero       |

| Nr | Imię i nazwisko                       | Rok urodzenia | Wzrost (w cm) | Pozycja      |
| -- | ------------------------------------- | ------------- | ------------- | ------------ |
| 3  | Dominik Witczak                       | 1983          | 198           | atakujący    |
| 4  | Grzegorz Pilarz                       | 1980          | 188           | rozgrywający |
| 5  | Paweł Zagumny                         | 1977          | 200           | rozgrywający |
| 6  | Idner F. Lima Martins (od 24.11.2010) | 1978          | 194           | przyjmujący  |
| 7  | Jakub Jarosz                          | 1987          | 197           | atakujący    |
| 8  | Jurij Hładyr                          | 1984          | 202           | środkowy     |
| 9  | Patryk Czarnowski                     | 1985          | 202           | środkowy     |
| 11 | Tomislav Šmuc (od 19.11.2010)         | 1976          | 190           | rozgrywający |
| 12 | Wojciech Kaźmierczak                  | 1982          | 198           | środkowy     |
| 13 | Sebastian Świderski                   | 1977          | 193           | przyjmujący  |
| 14 | Grzegorz Wójtowicz                    | 1989          | 191           | przyjmujący  |
| 15 | Piotr Gacek                           | 1978          | 185           | libero       |
| 16 | Michał Ruciak                         | 1983          | 190           | przyjmujący  |
| 17 | Tine Urnaut                           | 1988          | 200           | przyjmujący  |

## Transfery
| przychodzą                               | odchodzą                             |
| ---------------------------------------- | ------------------------------------ |
| Paweł Zatorski (AZS Częstochowa)         | Piotr Gacek (ZAKSA Kędzierzyn-Koźle) |
| Karol Kłos (AZS Politechnika Warszawska) | Miłosz Hebda (AZS Częstochowa)       |
| Paweł Woicki (Delecta Bydgoszcz)         | Maciej Dobrowolski (Fart Kielce)     |
|                                          | Radosław Kolanek (AZS Częstochowa)   |

| przychodzą                                    | odchodzą                                     |
| przed początkiem sezonu                       | przed początkiem sezonu                      |
| --------------------------------------------- | -------------------------------------------- |
| Igor Prieložný – I trener (hotVolleys Wiedeń) | Roberto Santilli – I trener (Iskra Odincowo) |
| Marcin Wika (Resovia)                         | Patryk Czarnowski (ZAKSA Kędzierzyn-Koźle)   |
| Bartosz Gawryszewski (Resovia)                | Pawieł Abramow (Iskra Odincowo)              |
| Maciej Pawliński (Jadar Radom)                | Wojciech Sobala (AZS Częstochowa)            |
| Lukáš Diviš (Fenerbahçe)                      | Sebastian Pęcherz (Chaumont Volley-Ball 52)  |
| Mitja Gasparini (Iraklis)                     | Sławomir Master (szuka klubu)                |
| Adrian Buchowski (SMS PZPS Spała)             | Sławomir Szczygieł (BBTS Bielsko-Biała)      |
| Łukasz Polański (MKS MDK Warszawa/Joker Piła) | Pedro Azenha (Londrina / Sercomtel Volei)    |
| Mateusz Przybyła (SMS PZPS Spała)             |                                              |
| w trakcie sezonu                              |                                              |
| Lorenzo Bernardi – I trener (Pallavolo Padwa) | Igor Prieložný – I trener (bez klubu)        |

| przychodzą                                               | odchodzą                                      |
| -------------------------------------------------------- | --------------------------------------------- |
| Tomasz Józefacki (AZS Olsztyn)                           | Mikko Oivanen (Büyükşehir Belediyesi Stambuł) |
| Rafał Buszek (AZS Politechnika Warszawska)               | Rafael Redwitz (Tours VB)                     |
| / Michele Baranowicz (Samgas Reima Crema)                | Marcin Wika (Jastrzębski Węgiel)              |
| Georg Grozer (VfB Friedrichshafen)                       | Paweł Papke (kończy karierę)                  |
| Matej Černič (Perugia Volley)                            | Krzysztof Gierczyński (AZS Częstochowa)       |
| Mateusz Nożewski (UKS Trzynastka Zielona Góra/SMS Spała) | Łukasz Kruk (Jadar Radom)                     |
| Ryan Millar (Büyükşehir Belediyesi Stambuł)              | Bartosz Gawryszewski (Jastrzębski Węgiel)     |
|                                                          | Tomasz Kusior (MKS Wisłok Strzyżów)           |

| przychodzą                                              | odchodzą                                 |
| przed początkiem sezonu                                 | przed początkiem sezonu                  |
| ------------------------------------------------------- | ---------------------------------------- |
| Sebastian Świderski (Associazione Sportiva Volley Lube) | Marcin Mierzejewski (AZS Olsztyn)        |
| Patryk Czarnowski (Jastrzębski Węgiel)                  | Robert Szczerbaniuk (Fart Kielce)        |
| Piotr Gacek (PGE Skra Bełchatów)                        | Tuomas Sammelvuo (Lokomotiw Nowosybirsk) |
| Paweł Zagumny (Panathinaikos)                           | Terence Martin (Anorthosis Famagusta)    |
| Tine Urnaut (Pallavolo Piacenza)                        | Kamil Kacprzak (Al Ain Dubai)            |
| Grzegorz Wójtowicz (Joker Piła)                         | Michal Masný (Delecta Bydgoszcz)         |
| w trakcie sezonu                                        |                                          |
| Idner Faustino Lima Martins (VfB Friedrichshafen)       |                                          |
| Tomislav Šmuc (Pallavolo Modena)                        |                                          |

| przychodzą                               | odchodzą                                               |
| przed początkiem sezonu                  | przed początkiem sezonu                                |
| ---------------------------------------- | ------------------------------------------------------ |
| Marek Kardoš – I trener (zawodnik klubu) | Grzegorz Wagner – I trener (BKS Aluprof Bielsko-Biała) |
| Miłosz Hebda (Skra Bełchatów)            | Paweł Zatorski (Skra Bełchatów)                        |
| Krzysztof Gierczyński (Resovia)          | Piotr Łuka (Fart Kielce)                               |
| Michal Hrazdira (Edillesse Cavriago)     | Toni Kankaanpää (Volleyball Team Tirol)                |
| Michał Dębiec (Delecta Bydgoszcz)        | Krzysztof Wierzbowski (AZS Politechnika Warszawska)    |
| Jakub Oczko (AZS Olsztyn)                | Andrzej Wrona (Delecta Bydgoszcz)                      |
| Radosław Kolanek (Skra Bełchatów)        | Paweł Mikołajczak (Jadar Radom)                        |
| Wojciech Sobala (Jastrzębski Węgiel)     |                                                        |
| w trakcie sezonu                         |                                                        |
| Michał Żuk (Fart Kielce)                 | Michal Hrazdira (NGM Mobile Santa Croce)               |

| przychodzą                            | odchodzą                        |
| ------------------------------------- | ------------------------------- |
| Krzysztof Andrzejewski (AZS Olsztyn)  | Paweł Woicki (Skra Bełchatów)   |
| Andrzej Wrona (AZS Częstochowa)       | Grzegorz Kokociński (Harnes VB) |
| Michal Masný (ZAKSA Kędzierzyn-Koźle) | Tomasz Wieczorek (szuka klubu)  |
| Antti Siltala (SGK Ankara)            | Mateusz Borucki (szuka klubu)   |
|                                       | Michał Dębiec (AZS Częstochowa) |
|                                       | Piotr Gruszka (Halkbank Ankara) |

| przychodzą                                        | odchodzą                                          |
| przed początkiem sezonu                           | przed początkiem sezonu                           |
| ------------------------------------------------- | ------------------------------------------------- |
| Kert Toobal (FL Saint-Quentin)                    | Jakub Oczko (AZS Częstochowa)                     |
| Samuel Tuia (AS Cannes VB)                        | Krzysztof Andrzejewski (Delecta Bydgoszcz)        |
| Wojciech Włodarczyk (AZS Politechnika Warszawska) | Paulo Anchieta Veloso Pinto (Eurotec Volley Gela) |
| Marcin Mierzejewski (ZAKSA Kędzierzyn-Koźle)      | Maciej Kusaj (BBTS Bielsko-Biała)                 |
| Piotr Hain (SMS PZPS Spała)                       | Tomasz Józefacki (Resovia)                        |
| Marcel Gromadowski (Paris Volley)                 | Tomasz Stańczuk (Pekpol Ostrołęka)                |
| Wojciech Ferens (SMS PZPS Spała)                  | Artur Jacyszyn (Pekpol Ostrołęka)                 |
| Vladimir Čedić (Radnički Kragujevac)              | Marcelo Hargreaves (Londrina / Sercomtel Volei)   |
|                                                   | Tomasz Kowalczyk (kończy karierę)                 |
| w trakcie sezonu                                  |                                                   |
| Gheorghe Cretu – I trener (Olympia Volley Massa)  | Mariusz Sordyl – I trener (bez klubu)             |
| Axel Jacobsen (Top Team Volley Mantova)           |                                                   |

| przychodzą                                     | odchodzą                                   |
| przed początkiem sezonu                        | przed początkiem sezonu                    |
| ---------------------------------------------- | ------------------------------------------ |
| Dariusz Marszałek – I trener                   | Damian Dacewicz – I trener (szuka klubu)   |
| Shūichi Mizuno – II trener (Middelfart VK)     | Daniel Ferreira (szuka klubu)              |
| Dmytro Babkow (Łokomotyw Charków)              | Maciej Kordysz (GTPS Gorzów Wielkopolski)  |
| Siarhiej Antanowicz (Nava Gioia del Colle)     | Maciej Wołosz (Jadar Radom)                |
| Robert Milczarek (AZS Politechnika Warszawska) | Marcin Nowak (AZS Politechnika Warszawska) |
| Serhiy Kapelus (AZS Politechnika Warszawska)   |                                            |
| Martin Blanco Costa (La Union de Formosa)      |                                            |
| w trakcie sezonu                               |                                            |
| Shūichi Mizuno – I trener (II trener klubu)    | Dariusz Marszałek – I trener (bez klubu)   |
| Radosław Rybak (Lechia Tomaszów Mazowiecki)    | Marcin Lubiejewski (Tofaş)                 |

| przychodzą                              | odchodzą                                     |
| --------------------------------------- | -------------------------------------------- |
| Maikel Moreno Salas (Jadar Radom)       | Wojciech Włodarczyk (AZS Olsztyn)            |
| Wojciech Żaliński (Jadar Radom)         | Rafał Buszek (Resovia)                       |
| Robert Prygiel (Jadar Radom)            | Karol Kłos (Skra Bełchatów)                  |
| Zbigniew Bartman (Prisma Taranto)       | Robert Milczarek (Siatkarz Wieluń)           |
| Krzysztof Wierzbowski (AZS Częstochowa) | Serhiy Kapelus (Siatkarz Wieluń)             |
| Michał Kubiak (Pallavolo Padwa)         | Jakub Radomski (Jadar Radom)                 |
| Ardo Kreek (Jadar Radom)                | Paweł Maciejewicz (GTPS Gorzów Wielkopolski) |
| Ołeksandr Stacenko (Łokomotyw Charków)  | Jan Król (Młoda Liga)                        |
| Marcin Nowak (Siatkarz Wieluń)          | Radosław Rybak (Lechia Tomaszów Mazowiecki)  |
|                                         | Witold Pawlewicz (MOS Wola Warszawa)         |

| przychodzą                                     | odchodzą                                   |
| przed początkiem sezonu                        | przed początkiem sezonu                    |
| ---------------------------------------------- | ------------------------------------------ |
| Nicola Vettori – II trener (AZS UAM Poznań)    | Maciej Krzywiecki (Stal Nysa)              |
| Michał Żuk (Trefl Gdańsk)                      | Greg Sukochev (szuka klubu)                |
| Maciej Dobrowolski (Skra Bełchatów)            |                                            |
| Xavier Kapfer (GFCO Ajaccio)                   |                                            |
| Piotr Łuka (AZS Częstochowa)                   |                                            |
| Adam Kamiński (OK Salonit Anhovo Kanal)        |                                            |
| Robert Szczerbaniuk (ZAKSA Kędzierzyn-Koźle)   |                                            |
| w trakcie sezonu                               |                                            |
| Grzegorz Wagner – I trener (BKS Bielsko-Biała) | Dariusz Daszkiewicz – I trener (bez klubu) |
| Ludovic Castard (Panathinaikos)                | Michał Żuk (AZS Częstochowa)               |
| Jan Król (AZS Politechnika Warszawska)         |                                            |
| Richard Lambourne (brak)                       |                                            |